# Mendoza (Argentina)
Mendoza es una ciudad del oeste de Argentina y capital de la provincia homónima. Se localiza en la llanura al este de la cordillera de los Andes. Es una de las principales ciudades del país, y con su aglomerado urbano, denominado Gran Mendoza, alcanza una población total que supera el millón de habitantes. Su superficie es de 57 km², aunque su área metropolitana se extiende 168 km².
Es un principal polo industrial, un punto estratégico fundamental de las relaciones del Mercosur. La actividad económica está vinculada al comercio, la industria de servicios y principalmente la actividad turística  en torno a la industria vitivinícola por lo cual junto con otras ciudades del mundo, es denominada capital mundial del vino.
Fue una ciudad cosmopolita, debido a la gran cantidad de inmigrantes, principalmente italianos y españoles, arribados entre el último cuarto del siglo XIX y el primer cuarto del siglo pasado. También se establecieron ciertas minorías de inmigrantes de otros orígenes, como árabes o franceses, se radicaron en aquellos tiempos aquí, la mayoría de los mendocinos. Estos grupos de inmigrantes se asentaron en una región de Cuyo cuya base poblacional era de origen chileno y de pueblos originarios. En la actualidad hay un número considerable de inmigrantes de países de la región como Bolivia, Paraguay y Perú, además de que nunca se ha detenido realmente la inmigración de origen chileno. Posee una variadísima oferta cultural y actividad nocturna; es una ciudad turística por excelencia y un destacado centro universitario.
Como en otras grandes ciudades cuyo territorio municipal es limitado, la tendencia poblacional de la ciudad propiamente dicha es neutra, debido a la falta de territorio para su expansión. A esta situación se suma que muchas familias de alto poder adquisitivo eligen vivir en barrios fuera del centro de la ciudad, con lo que el incremento poblacional se registra en el resto de los distritos del Gran Mendoza. En cambio, considerando su área metropolitana, su población aumenta a razón de un 2 % por año, una tasa mayor que Córdoba y Rosario.

## Historia

### Imperio incaico
El área de Mendoza estuvo habitada por los huarpes, etnia que fue conquistada por el Imperio incaico y su territorio pasó a conformar su frontera suroriental. Aunque aún se carece de evidencia material inca en el territorio de la actual ciudad debido a siglos de ocupación urbana y agrícola virreinales y republicanas, se considera probable al existir evidencia lingüística y registros etnohistóricos de asentamientos incas. Según Catalina Michieli, en el valle de Huentota existían "tierras del Inca". Salvador Canals Frau reporta la existencia de un fuerte incaico, el cual se habría emplazado en las comarcas de  Guaymallén. Asimismo, también se hicieron múltiples alusiones a un "Cerrillo fuerte del Inca", ubicado en una zona montañosa en el límite entre San Juan y Mendoza, el cual habría servido como llacta para administrar los territorios circundantes. Alejandro García, quien ha estudiado la ocupación inca en la zona, propuso que el dominio inca habría alcanzado hasta el río Desaguadero por el este.

### Fundación y conquista

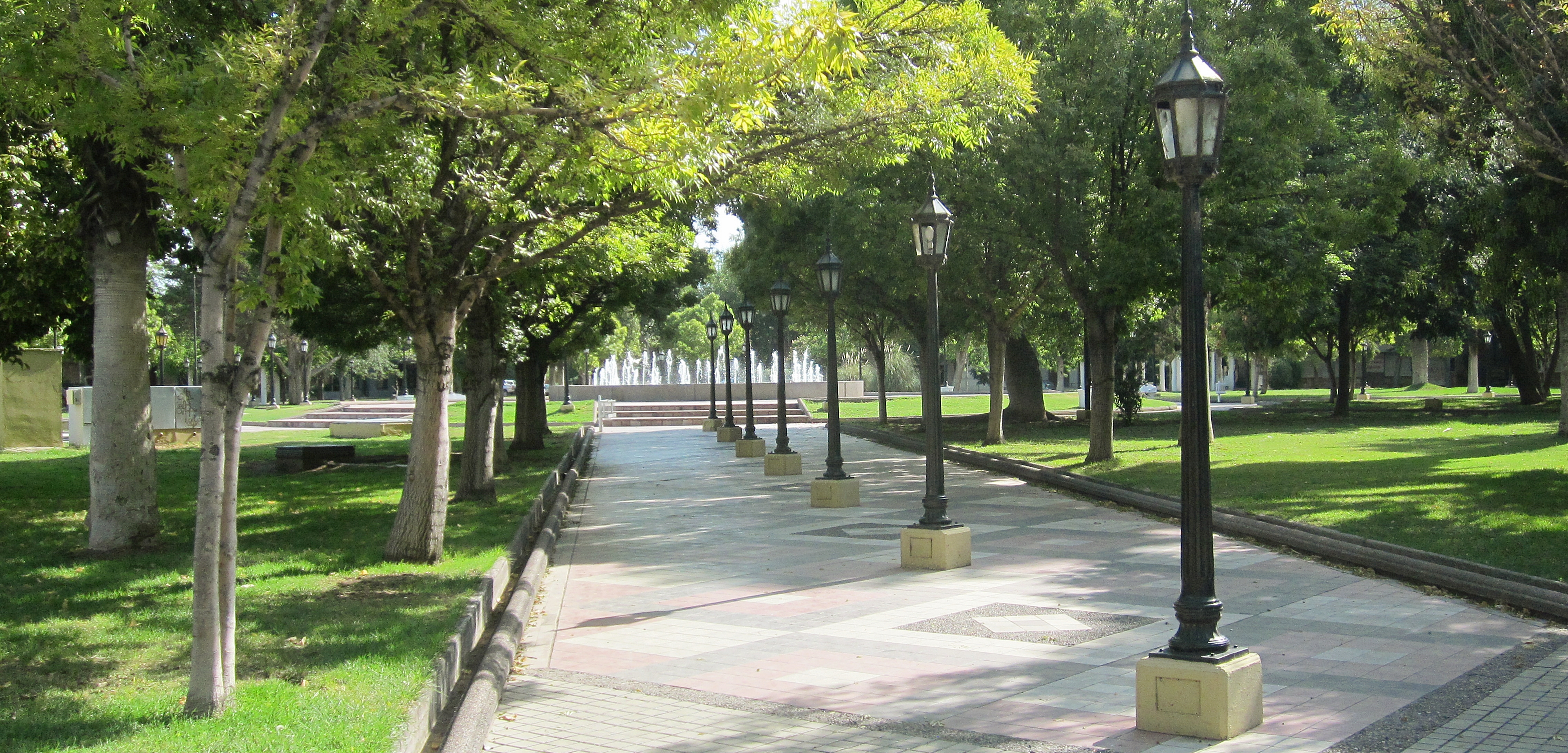
Plaza Pedro del Castillo. Uno de los icónicos sitios que se ubica dentro del Área Fundacional de Mendoza.

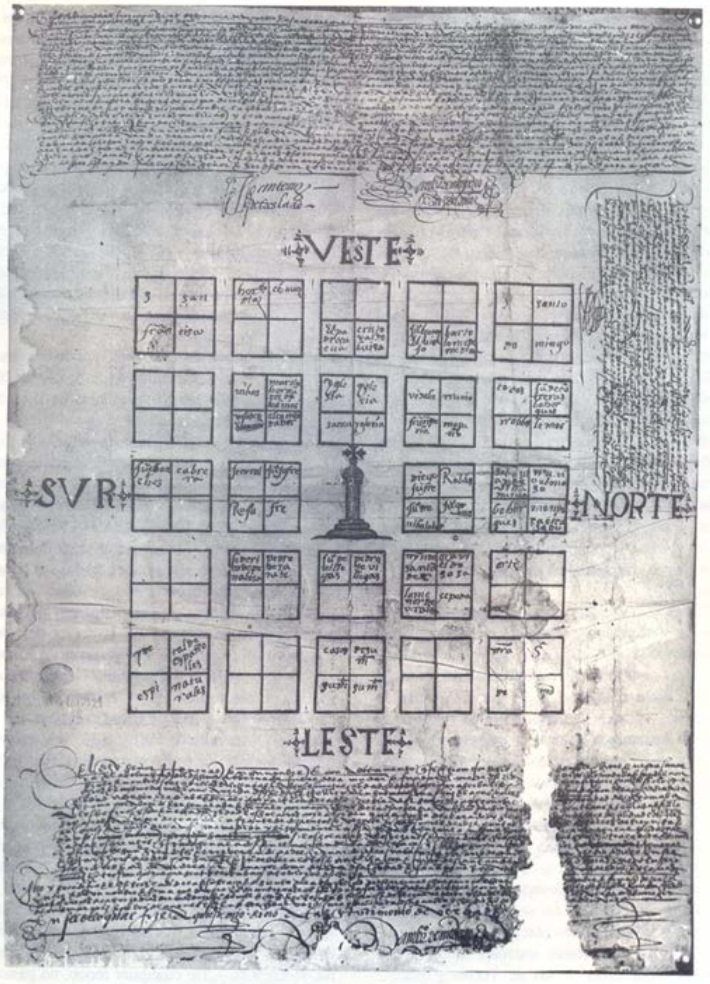
Traza de la segunda fundación de Mendoza, 1562

Tras la guerra civil y subsecuente colapso del Estado incaico en 1533, la ocupación inca se contrajo y retiró de Cuyo. 18 años después, en 1551, Francisco de Villagra se convirtió en el primer español en explorar la región cuyana, enviado por el gobernador y capitán general de Chile, Pedro de Valdivia, al mando de ciento ochenta hombres. El descubridor se relacionó de buena manera con los huarpes, y habiendo pasado el invierno junto a ellos, regresó a Chile. Muerto Valdivia, y a poco de haber sido destituido el propio Villagra como gobernador de Chile, el nuevo gobernador, García Hurtado de Mendoza, hijo del Virrey de Perú Andrés Hurtado de Mendoza, encomendó al capitán Pedro del Castillo para que fundara y poblara Cuyo.
El 22 de febrero de 1561, Pedro del Castillo llegó al valle de Huentota, y tomó posesión de la comarca enarbolando el estandarte real. Entre dos tormentas de arena fundó la nueva Ciudad, el 2 de marzo, denominándola Ciudad de Mendoza del Nuevo Valle de La Rioja. La ubicación inicial de Mendoza se situaba en lo que actualmente se conoce como La Media Luna en el Distrito de Pedro Molina, ubicado en el Departamento de Guaymallén, sobre la margen este del canal conocido actualmente como Cacique Guaymallén. La ciudad quedó bajo jurisdicción de Reino de Chile, aunque formaba parte del Virreinato del Perú.
El 28 de marzo de 1562, fue trasladada a una distancia de dos tiros de arcabuz hacia el oeste del punto de la fundación realizada por Pedro del Castillo, situándose el nuevo emplazamiento unos 100 metros al oeste del canal Cacique Guaymallén, en la posición actual de la plaza Pedro del Castillo. Mediante este operativo a cargo de Juan Jufré, este también se adjudicó el honor y el derecho a los premios monetarios de fundador de ciudades que ya habían sido cobrados por Pedro del Castillo en la fundación original.

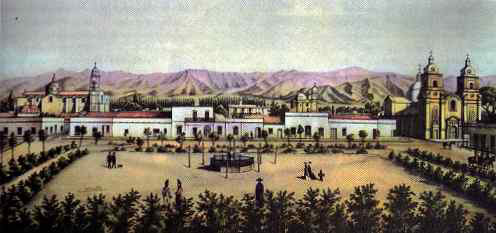
La ciudad de Mendoza, Área Fundacional, Antigua Plaza Principal y cabildo. Dibujo: A. Goering, entre 1856 y 1858.

La ciudad conservó relaciones amistosas con los pueblos originarios que habitaban en la zona antes de la fundación, que ya habían recibido como amigo a Villagra en 1551, como los huarpes, quienes según algunas fuentes no fueron sometidos ni exterminados por la Conquista española, sino que simplemente se mestizaron e integraron con la población inmigrante española. Otras fuentes, sin embargo, indican que muchos huarpes fueron enviados bajo el sistema de encomiendas a Chile y que se explotó de ellos en modo similar a muchos otros pueblos conquistados.

Fundó esta ciudad el general Juan Jufré, vecino de la ciudad de Santiago de Chile, por orden de don García de Mendoza, que es agora Marqués de Cañete, y fue Visorrey destos reinos, que hemos tratado, en una provincia llamada Cuyo; no pasó mucho trabajo, ni hubo batallas con los indios para reducirlos, porque ellos mismos vinieron a Santiago de Chile a pedir a don García de Mendoza les enviase españoles y sacerdotes porque querían ser cristianos.
 Fray Reginaldo de Lizárraga, 1606

### Virreinato y colonia bajo administración  chilena
El motivo para la creación de la ciudad fue la necesidad de establecer un punto cercano como estación de paso para cruzar la Cordillera de los Andes en el camino comercial que iba desde el Río de la Plata hasta Santiago de Chile. Mendoza era una ciudad de descanso o invernada para el tráfico comercial y por ello en la época colonial era una ciudad importante. Según algunos historiadores, la ciudad era la segunda en tamaño dentro del país en la época de creación del Virreinato del Río de la Plata a fines del siglo XVIII.
Al unirse la ruta de caravanas desde las ciudades de Buenos Aires y San Luis y siendo este camino de mejor y más fácil acceso que el complicado camino a través de los Andes hacia Chile, en 1776, al crearse el Virreinato del Río de la Plata Mendoza y también el resto de Cuyo fueron segregados de la Capitanía General de Chile y fueron asignados al nuevo virreinato. Entre 1782 y 1783, por cédula real, Mendoza se convirtió en la cabecera de la Intendencia de Cuyo pero luego de disolverse dicha unidad política, pasó a integrar junto con el resto de Cuyo la Intendencia de Córdoba del Tucumán
Luego de la caída del Virrey Cisneros, y al llegar las noticias de la formación de la Primera Junta de Gobierno, los notables de la ciudad reunidos en el Cabildo local, decidieron adherir a la causa y enviaron congresales a lo que luego se conoció como Junta Grande.

### Independencia y anarquía o intentos de Reunificación conChile
El Segundo Triunvirato en 1813 decretó que la Provincia de Mendoza, junto con San Juan y San Luis formaran la Intendencia de Cuyo, con cabecera en la ciudad de Mendoza y formada por tres subdelegaciones o partidos.
Entre 1814 y 1817 Mendoza fue el punto donde se preparó el Cruce de los Andes liderado por el general don José Francisco de San Martín, quien había sido nombrado gobernador-intendente de Cuyo y que contó con la colaboración activa de miles de mendocinos y cuyanos, incluyendo a las Patricias Mendocinas. Además de su labor militar, el general no descuidó su actividad como administrador de la ciudad dejando obras que perduran hasta la fecha, como el paseo de la Alameda y la fundación de la biblioteca pública que hoy en día lleva su nombre.
La organización y los preparativos para iniciar la expedición del Ejército de los Andes se realizó en la localidad de El Plumerillo, en las afueras de la ciudad, de la cual partieron el 6 de enero de 1817.
El 1 de marzo de 1820 se firmó el acta por la que Mendoza, San Luis y San Juan rompían los vínculos que los unían a la Intendencia de Cuyo adquiriendo soberanía como estados provinciales independientes.

### Organización nacional

#### Crisis de 1830
Entre 1830 y 1835 algunos dirigentes de Mendoza y San Juan, acorralados por una sucesión de crisis políticas y económicas y descontento con la acción y decisiones del gobierno central de Buenos Aires, trataron de separarse de la República Argentina y anexarse a Chile, ya que se sentían más chilenos que argentinos y se sentían discriminado por los porteños que los trataban como a ciudadanos de segunda categoría. El empleo del arbitraje y la mediación, como mecanismos pacíficos de solución de controversias, propuesto por Mendoza y apoyado por Chile, fue rechazado por las provincias del litoral rioplatense, especialmente por Buenos Aires.[cita requerida] Tras varios cambios de bando entre federales y unitarios, tropas federales comandadas por Juan Facundo Quiroga invadieron Mendoza tras la batalla de Rodeo de Chacón, del 28 de marzo de 1831. Varios días después, en venganza por el asesinato de algunos oficiales federales por los unitarios que huían, Quiroga mandó fusilar a 28 oficiales prisioneros. Esa batalla determinó que todo Cuyo cayera en manos de los federales y también el exilio de numerosos propietarios e intelectuales, que cruzaron la cordillera para buscar refugio en Chile.
En 1835, Charles Darwin visitó la zona y en sus escritos y diarios de viaje se pueden encontrar referencias de los aspectos culturales, geológicos, flora, fauna, etcétera. Durante gran parte de los años 1840, la provincia estuvo sometida al gobierno del caudillo federal y antiguo fraile José Félix Aldao, que gobernó con extrema severidad y limitó al mínimo las garantías de sus opositores. Aliado en su época de Facundo Quiroga, se convirtió en el brazo ejecutor del gobernador de Buenos Aires y máximo dirigente de la Confederación Argentina, Juan Manuel de Rosas.
Luego de la caída de Rosas, Mendoza fue signataria del Acuerdo de San Nicolás de los Arroyos de 1852, representada por el general Pedro Pascual Segura, quien ya había ejercido el gobierno provincial en el período 1845-1847, y que luego de la firma del tratado fue designado Interventor Federal, cumpliendo esta función desde su nombramiento el 3 de marzo de 1852, hasta que se redactó la Constitución Provincial y se convocó a elecciones el día 22 de febrero de 1856.
Gran parte de la edificación colonial fue destruida en el terremoto del 20 de marzo de 1861, que motivó la construcción de la Ciudad Nueva en la zona de la antigua Hacienda de San Nicolás, aproximadamente 1 km al sudoeste del área fundacional. Como consecuencia del terremoto también falleció una buena parte de la población, con estimaciones de pérdidas humanas que van desde el 40 % hasta el 60 % de la población de la época.
La base de la ciudad actual surgió de un nuevo ordenamiento realizado en 1863 luego del terremoto de 1861, por el agrimensor francés Julio Balloffet y que incluye la disposición estratégica de cuatro plazas menores circundando a una plaza mayor.
A finales del siglo XIX Mendoza recibió al igual que la mayoría de las ciudades argentinas, una importante cantidad de inmigrantes, principalmente de origen italiano, español, chileno, francés, árabe, hebreo, etc.

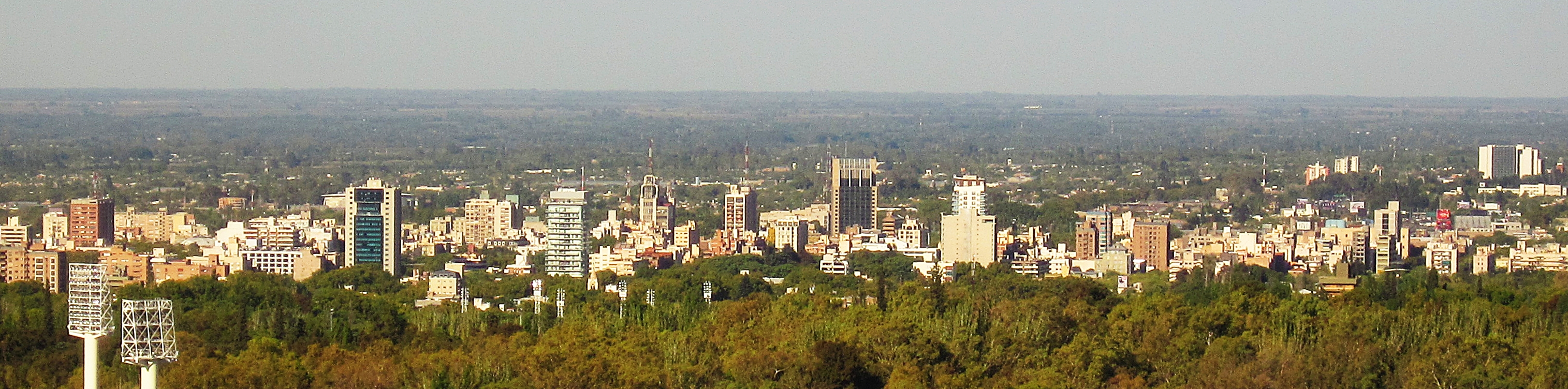
Vista de las torres más altas de la ciudad de Mendoza.

### 

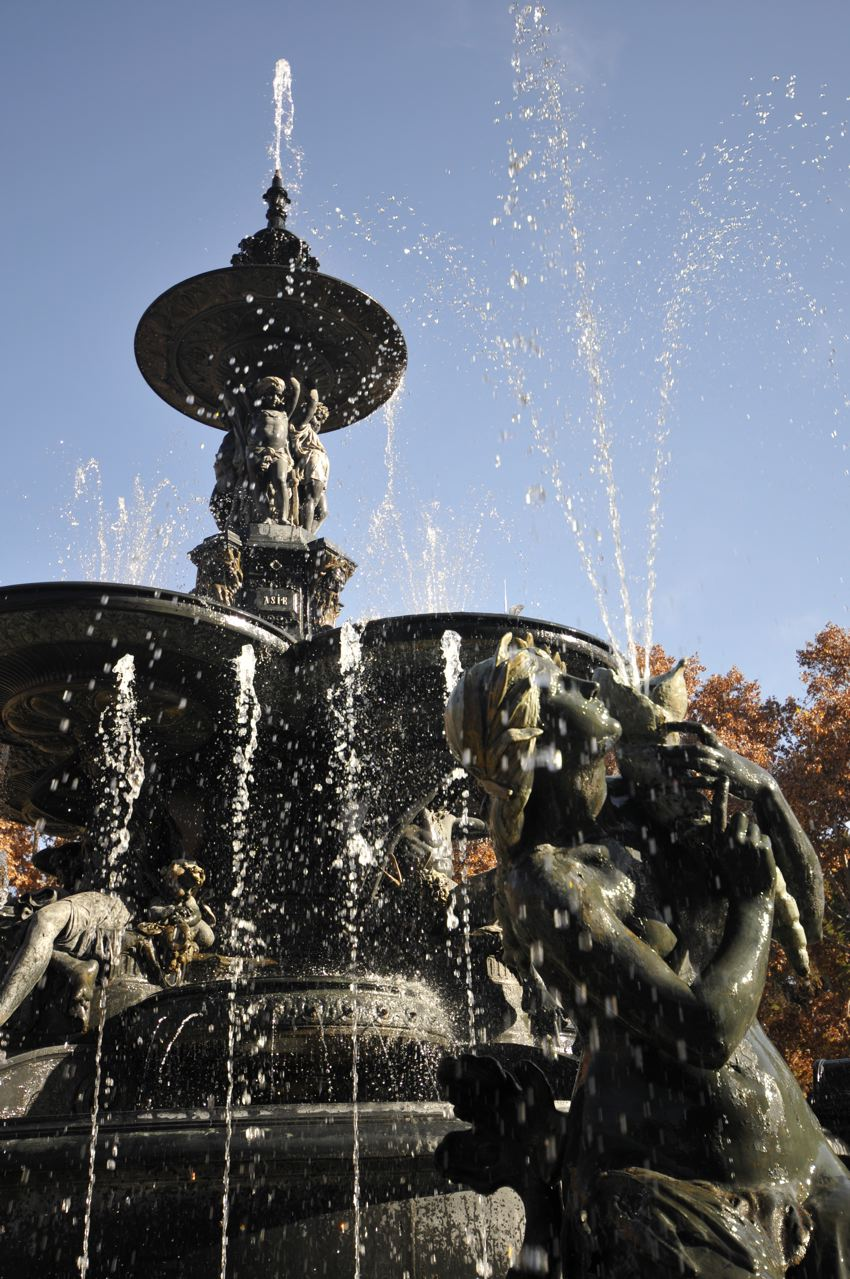
Fuente de los Continentes, en el Parque General San Martín

### SigloXX

#### Primera Guerra Mundial
En 1914, cuando se conoció la noticia de la Primera Guerra Mundial el gobierno de Mendoza bajo la gobernación de Francisco S. Álvarez, independientemente de la República Argentina, decretó «declarando neutral a Mendoza en el conflicto desencadenado en el Viejo Mundo», hecho que conmovió al resto del país.

#### Intervenciones Nacionales desde Buenos Aires (1918 - 1930)
Durante este periodo se interviene a la provincia un total de 4 veces, con un total de 5 interventores federales.
- Primera Presidencia de Hipólito Yrigoyen:
  - En febrero de 1919 se interviene a Mendoza por decreto de Hipólito Yrigoyen poniendo como comisionado nacional al Dr. Tomás de Veyga y en abril de 1919 este mismo fue remplazado nuevamente por el Dr. Perfecto Araya, intervención que duró hasta julio del mismo año. Para ese entonces el Partido Socialista y los radicales eran denominados «intransigentes» y «autonomistas». En noviembre de 1919 la Cámara de Diputados de la Nación «resolvió designar una comisión investigadora de la situación política por la que atravesaba la provincia de Mendoza...», ante esta decisión Lencinas dictó un decretó que iba en contra de los intereses nacionales en el cual negaba «las facultades a la Cámara de Diputados para investigar en la Provincia, que por principio es autónoma». Según Olgín «durante el primer período de gobierno radical, se envían veinte intervenciones, cinco por ley del Congreso y quince por decretos del Poder Ejecutivo...». En ese momento estaba como gobernador recién asumido José Néstor Lencinas. Esta situación crea una «crisis partidaria» que lleva a un movimiento separatista mendocino para crear la República de Cuyo o la reunificación con Chile.[4]
  - En Mendoza, Lencinas era conocido por defender el modelo político Federal y por no acatar la disciplina ni las directivas porteñas, y por ende era considerado "disidente". José Néstor Lencinas fallece en 1920. Luego de la muerte de Lencinas, toma cargo como presidente provisorio del senado Ricardo Báez el cual fue reemplazado, luego de una nueva intervención por el presidente Hipólito Yrigoyen, por el Dr. Eudoro Vargas Gómez.[4]

- Presidencia de Marcelo Torcuato de Alvear:
  - Carlos Washington Lencinas asume como gobernador de la provincia en febrero de 1922. En 1924, bajo la presidencia de Marcelo Torcuato de Alvear, se interviene nuevamente Mendoza ya que «el lencinismo no atendía las directivas nacionales y defendía un auténtico federalismo». El Dr.  Carlos W. Lencinas es reemplazado por el Dr. Enrique M. Mosca.[5]
- Segunda Presidencia de Hipólito Yrigoyen:
  - El Dr. Alejandro Orfilia fue electo gobernador de la Provincia para el período de 1926-1930, pero gobernó sólo hasta el 12 de diciembre de 1928, por haber sido intervenida la Provincia por el Gobierno de la Nación. La gestión administrativa se vio interrumpida por una nueva intervención nacional, ante la actitud política del gobierno mendocino, de filiación lencinista. El Dr. Alejandro Orfilia fue substituido por Carlos A. Borzani, que somete «a críticas e investigaciones» la gestión administrativa del Dr. Alejandro Orfila, el cual fue encarcelado.[6]

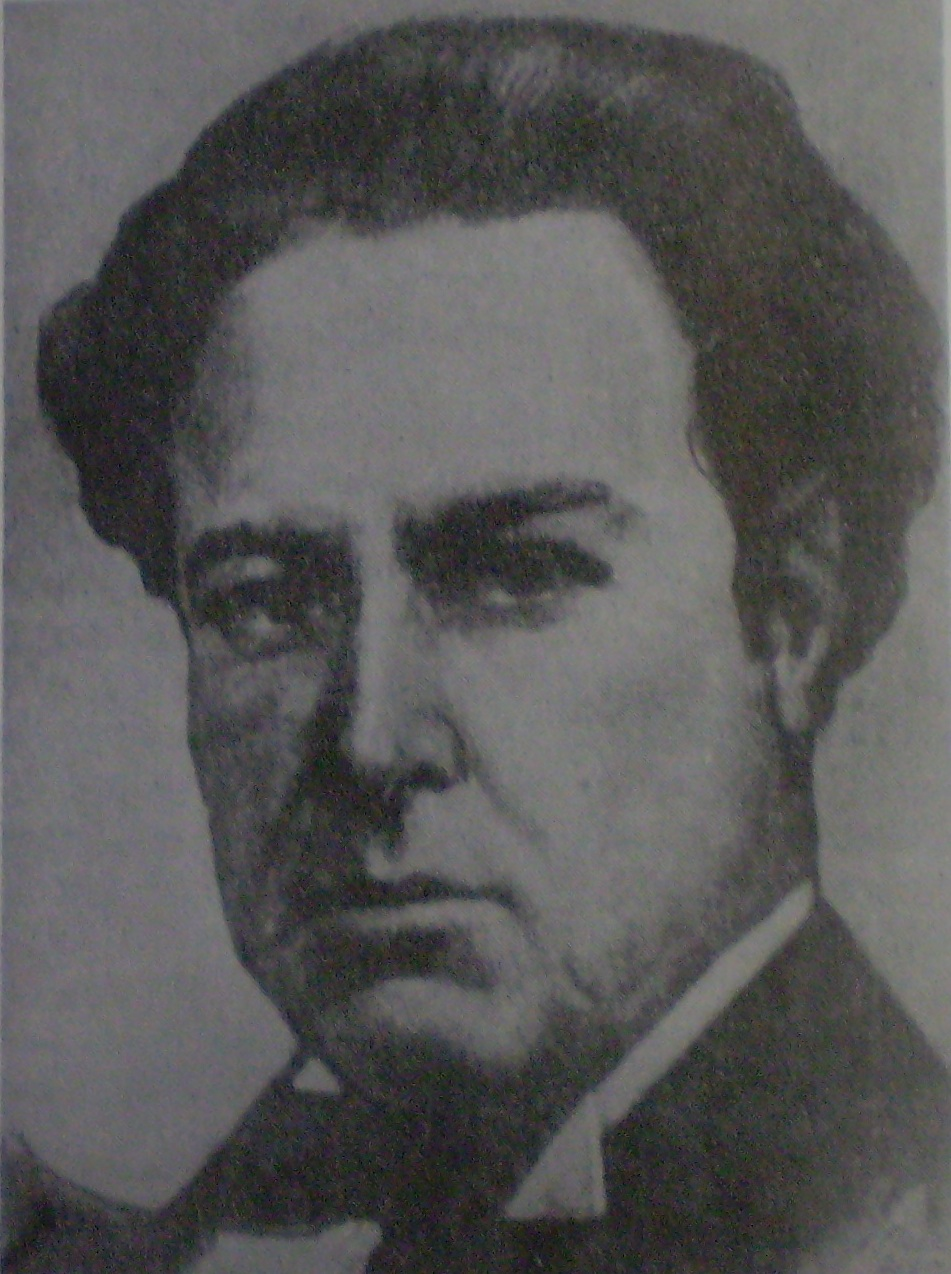
Carlos Washington Lencinas, gobernador de Mendoza entre 1922 y 1924. Murió asesinado en 1929, crimen que se atribuye al grupo paramilitar Klan Radical.

#### Asesinato de Carlos W. Lencinas
El gobierno Nacional considera al lencinismo como a un enemigo, por haberse opuesto a las directivas porteñas. Esto se demuestra a través de un cartel distribuido «El Klan radical declara públicamente que la aprobación de los diplomas de San Juan y Mendoza significaría legalizar el crimen y el latrocinio. El senado rechazará esos diplomas o tendrá que enfrentar a muchos argentinos dispuestos al sacrificio, en salvaguardia de la dignidad nacional. Aspiraciones del Klan Radical 100 x 100 de radicalismo».

Con respecto a las intervención previas y a la situación de la provincia, Gálvez en su trabajo sobre Yrigoyen comenta: 
Pero nada tan grave como lo ocurrido en Mendoza, provincia intervenida por Yrigoyen. El caso de Mendoza es análogo al de San Juan... domina en Mendoza una familia: los Lencinas. El viejo Lencinas... fue el primer gobernador radical de Mendoza. Yrigoyen... le mandó tres intervenciones por causa de sus atropellos a la Legislatura. Sus hijos le han "heredado" el gobierno. Uno de ellos... ha sido gobernador. Yrigoyen ha debido intervenir la Provincia, desposeyéndole del poder... este Lencinas, jefe de su partido, del lencinismo, hace obra para el pueblo... Durante la campaña electoral fueron asesinados en la provincia de Mendoza, numerosos ciudadanos. Comunica a Yrigoyen que allá lo esperan para asesinarlo... Desde un bajo balcón saluda al pueblo, cuando varios sujetos asaltan a tiros el local, y Lencinas cae muerto.
El 10 de noviembre de 1929 fue asesinado Carlos W. Lencinas. Un mes antes, había aparecido en Mendoza un libro Lencinas e Yrigoyen. Federalismo y Unicato, extenso debate en que tomó parte en el senado, publicado en su homenaje por la comisión de prensa de la Unión Cívica Radical lencinista.
El asesinato de Lencinas desprestigia al gobierno radical y se ataca a Yrigoyen, que es ajeno a esta muerte, aunque la oposición lo considera culpable. Significa el derrumbe del prestigio del caudillo radical, y se empieza a hablar insistentemente de la dictadura y de la revolución.

#### Intervenciones Nacionales (1930 - 1983)

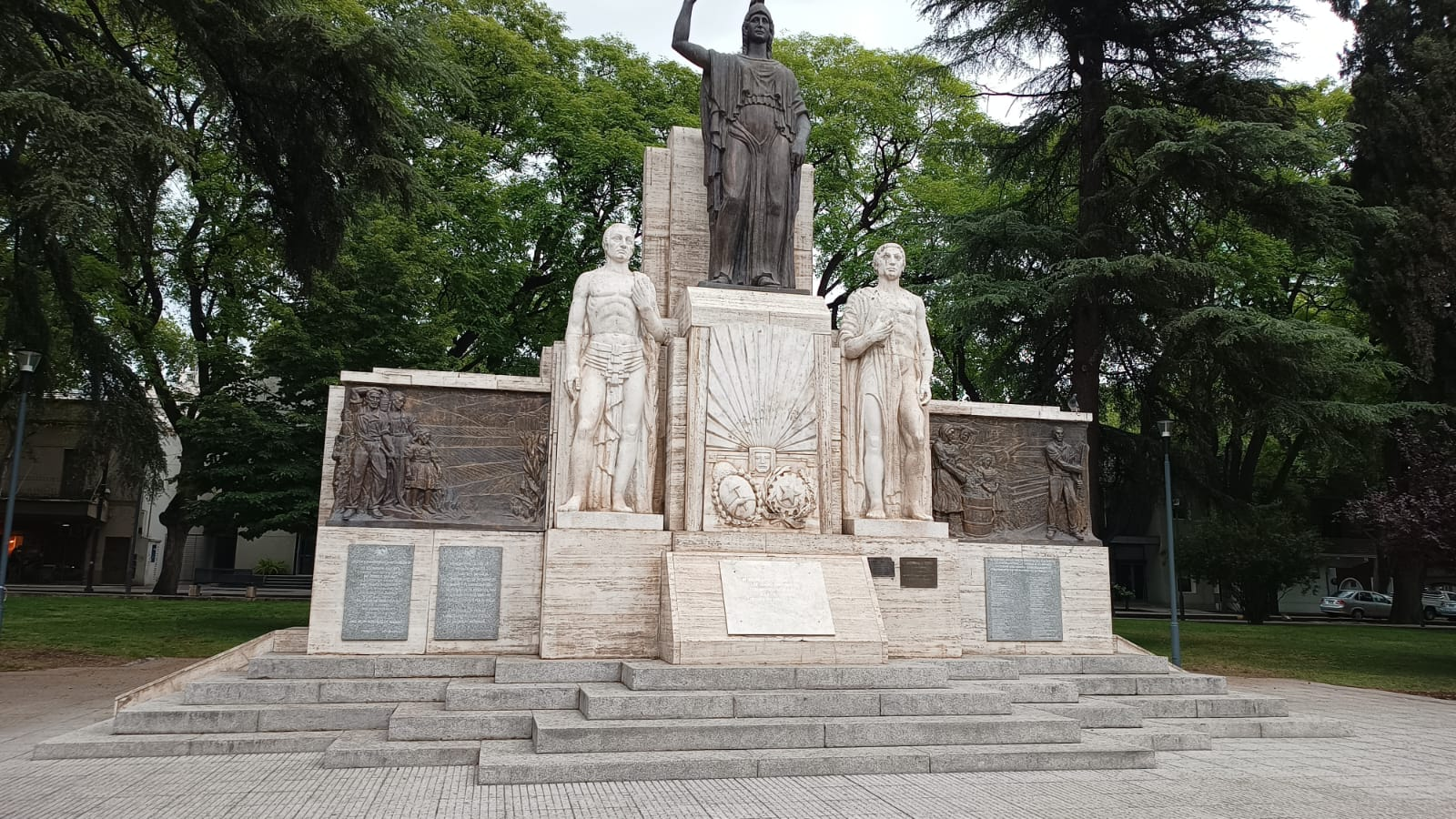
En la Plaza Italia se pueden observar diferentes esculturas que son una recreación de la Divina Comedia. La Plaza Italia reconoce el aporte de los inmigrantes italianos al desarrollo de la cultura y la economía mendocina.

Durante este periodo se interviene a la provincia un total de 7 veces, con un total de 28 interventores federales.
- Golpe de Estado de 1930: tras el golpe de Estado a Hipólito Yrigoyen y al hacerse cargo el general José Félix Uriburu del gobierno provisional comienzan a marchar los interventores a las provincias. A Mendoza llega el militar Ergasto Saforcada, el cual fue reemplazado luego por el Dr. José María Rosa, que desempeñará estas funciones hasta la elección democrática del Ingeniero Ricardo Videla.
- Revolución del 43: el 10 de junio de 1943, el Gobierno de Mendoza fue intervenido por el Poder Ejecutivo nacional. En este periodo hubo 2 interventores federales de facto: Humberto Sosa Molina y Luis Elías Villanueva.
- Presidencia de Juan Domingo Perón: los conflictos internos dentro del Partido Peronista llevaron a una intervención federal de un año y medio, a cargo de Aristóbulo Vargas Belmonte.
- Revolución Libertadora (1955-1958): el Gobierno de Mendoza fue intervenido nuevamente por el poder nacional. En este periodo hubo 3 interventores federales de facto: Roberto Nazar, Héctor Ladvocat e Isidoro Busquets.
- Golpe de Estado de 1962: el Gobierno de Mendoza fue intervenido nuevamente por el poder nacional. En este periodo hubo 6 interventores federales de facto: Carlos Armanini, Joaquín S. Guevara Civit, Ricardo Alberto Parola, Augusto Lavalle Cobo, Horacio Pietrapera y Sergio Moretti.
- Revolución Argentina (1966-1973): el Gobierno de Mendoza fue intervenido nuevamente por el poder nacional. En este periodo hubo 6 interventores federales de facto: Tomás José Caballero, José Eugenio Blanco, Francisco Gabrielli, Luis Carlos Gómez Centurión, Félix Gibbs y Ramón Genaro Díaz Bessone. Durante este periodo, la dictadura militar argentina promovió un fuerte clima antichileno con motivo del diferendo por la zona del Beagle, y estuvo a punto de iniciar la guerra con el vecino país, la mayoría de ciudadanos y una gran mayoría del sector de la burguesía vitivinícola cuyana motorizaron por sus fuertes lazos sanguíneos que el 80% de la población de la provincia comparte con los habitantes de Santiago de Chile, los ideales de la reunificación física, Cultural y comercial con Chile.[8]
- Intervención federal a la provincia de Mendoza de 1974: esta intervención federal estuvo a cargo de Isabel Perón. Hubo 3 interventores federales: Antonio Cafiero, Luis María Rodríguez y Pedro León Lucero.En este periodo hubo muchos ciudadanos mendocinos con la idea de la reunificación con Chile.
- Proceso de Reorganización Nacional (1976 - 1983): el Gobierno de Mendoza fue intervenido nuevamente por el poder nacional. En este periodo hubo 5 interventores federales de facto: Tamer Yapur, Jorge Sixto Fernández, Rolando Ghisani, Bonifacio Cejuela y Eliseo Vidart Villanueva.

## Geografía

### Clima

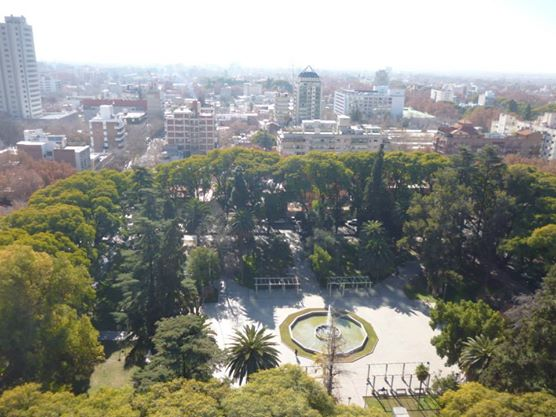
Panorámica de la Plaza Italia y la ciudad de Mendoza en un día soleado.

El clima de Mendoza es árido. Las temperaturas presentan una importante oscilación anual y las precipitaciones son escasas. El verano es cálido y húmedo, es la época más lluviosa y las temperaturas medias están por encima de los 25 °C; en esta estación es común que haya tormentas repentinas de verano con abundante caída de agua, y hasta granizo. El invierno es frío y más seco, con temperaturas medias por debajo de los 8 °C, heladas nocturnas periódicamente y escasas precipitaciones. En el centro de la ciudad no se da caída de nieve, siendo esto estrictamente en la ciudad, ya que la fuerte isla de calor eleva varios grados la temperatura mínima; en cambio, en ciudades del Gran Mendoza se da hasta 3 veces por año. Durante el invierno de 2007, nevó 6 veces en pleno centro de la ciudad, en circunstancias que hacía más de 20 años que esto no ocurría.[cita requerida]
La zona en la que está fundada presenta clima semidesértico y su provisión de agua solo es posible en los oasis, donde los ríos que bajan de las cumbres de los Andes derraman sus turbulentos torrentes de agua. Dentro de las principales ciudades se encuentran construidas acequias, encargadas de regar los árboles a los costados de las calles.
La temperatura más alta registrada fue de 44,9 °C (112,8 °F) registrada el 16 de diciembre de 2023, mientras que la temperatura más baja registrada fue de -7,8 °C (18,0 °F) el 10 de julio de 1976. Ambas temperaturas extremas se registraron en el Aeropuerto de Mendoza.
| Parámetros climáticos promedio de Mendoza Observatorio, Mendoza, Argentina (1991–2020) | Parámetros climáticos promedio de Mendoza Observatorio, Mendoza, Argentina (1991–2020) | Parámetros climáticos promedio de Mendoza Observatorio, Mendoza, Argentina (1991–2020) | Parámetros climáticos promedio de Mendoza Observatorio, Mendoza, Argentina (1991–2020) | Parámetros climáticos promedio de Mendoza Observatorio, Mendoza, Argentina (1991–2020) | Parámetros climáticos promedio de Mendoza Observatorio, Mendoza, Argentina (1991–2020) | Parámetros climáticos promedio de Mendoza Observatorio, Mendoza, Argentina (1991–2020) | Parámetros climáticos promedio de Mendoza Observatorio, Mendoza, Argentina (1991–2020) | Parámetros climáticos promedio de Mendoza Observatorio, Mendoza, Argentina (1991–2020) | Parámetros climáticos promedio de Mendoza Observatorio, Mendoza, Argentina (1991–2020) | Parámetros climáticos promedio de Mendoza Observatorio, Mendoza, Argentina (1991–2020) | Parámetros climáticos promedio de Mendoza Observatorio, Mendoza, Argentina (1991–2020) | Parámetros climáticos promedio de Mendoza Observatorio, Mendoza, Argentina (1991–2020) | Parámetros climáticos promedio de Mendoza Observatorio, Mendoza, Argentina (1991–2020) |
| Mes                                                                                    | Ene.                                                                                   | Feb.                                                                                   | Mar.                                                                                   | Abr.                                                                                   | May.                                                                                   | Jun.                                                                                   | Jul.                                                                                   | Ago.                                                                                   | Sep.                                                                                   | Oct.                                                                                   | Nov.                                                                                   | Dic.                                                                                   | Anual                                                                                  |
| -------------------------------------------------------------------------------------- | -------------------------------------------------------------------------------------- | -------------------------------------------------------------------------------------- | -------------------------------------------------------------------------------------- | -------------------------------------------------------------------------------------- | -------------------------------------------------------------------------------------- | -------------------------------------------------------------------------------------- | -------------------------------------------------------------------------------------- | -------------------------------------------------------------------------------------- | -------------------------------------------------------------------------------------- | -------------------------------------------------------------------------------------- | -------------------------------------------------------------------------------------- | -------------------------------------------------------------------------------------- | -------------------------------------------------------------------------------------- |
| Temp. máx. abs. (°C)                                                                   | 40.2                                                                                   | 38.2                                                                                   | 34.5                                                                                   | 31.5                                                                                   | 29.7                                                                                   | 29.5                                                                                   | 28.2                                                                                   | 33.6                                                                                   | 34.3                                                                                   | 37.0                                                                                   | 39.4                                                                                   | 41.8                                                                                   | 41.8                                                                                   |
| Temp. máx. media (°C)                                                                  | 30.7                                                                                   | 29.2                                                                                   | 26.5                                                                                   | 22.0                                                                                   | 18.0                                                                                   | 15.3                                                                                   | 14.7                                                                                   | 17.6                                                                                   | 20.5                                                                                   | 24.0                                                                                   | 27.3                                                                                   | 30.0                                                                                   | 23.0                                                                                   |
| Temp. media (°C)                                                                       | 24.4                                                                                   | 22.6                                                                                   | 20.2                                                                                   | 15.5                                                                                   | 11.4                                                                                   | 8.2                                                                                    | 7.4                                                                                    | 10.1                                                                                   | 13.5                                                                                   | 17.4                                                                                   | 20.8                                                                                   | 23.5                                                                                   | 16.3                                                                                   |
| Temp. mín. media (°C)                                                                  | 18.3                                                                                   | 16.9                                                                                   | 15.0                                                                                   | 10.9                                                                                   | 7.2                                                                                    | 3.9                                                                                    | 2.9                                                                                    | 4.9                                                                                    | 7.7                                                                                    | 11.2                                                                                   | 14.4                                                                                   | 17.1                                                                                   | 10.9                                                                                   |
| Temp. mín. abs. (°C)                                                                   | 8.0                                                                                    | 8.1                                                                                    | 4.6                                                                                    | 0.0                                                                                    | -3.6                                                                                   | -4.3                                                                                   | -6.0                                                                                   | -5.5                                                                                   | -2.3                                                                                   | 1.5                                                                                    | 3.2                                                                                    | 4.7                                                                                    | -6.0                                                                                   |
| Precipitación total (mm)                                                               | 39.6                                                                                   | 44.3                                                                                   | 35.7                                                                                   | 23.3                                                                                   | 14.8                                                                                   | 8.1                                                                                    | 8.3                                                                                    | 10.1                                                                                   | 14.6                                                                                   | 13.9                                                                                   | 26.5                                                                                   | 27.8                                                                                   | 267.0                                                                                  |
| Días de precipitaciones (≥ 0.1 mm)                                                     | 6.7                                                                                    | 6.3                                                                                    | 6.8                                                                                    | 4.7                                                                                    | 4.6                                                                                    | 2.7                                                                                    | 3.0                                                                                    | 3.3                                                                                    | 4.2                                                                                    | 4.3                                                                                    | 4.9                                                                                    | 5.4                                                                                    | 56.8                                                                                   |
| Horas de sol                                                                           | 297.6                                                                                  | 257.6                                                                                  | 235.6                                                                                  | 219.0                                                                                  | 195.3                                                                                  | 168.0                                                                                  | 182.9                                                                                  | 229.4                                                                                  | 225.0                                                                                  | 282.1                                                                                  | 294.0                                                                                  | 285.2                                                                                  | 2871.7                                                                                 |
| Humedad relativa (%)                                                                   | 54.3                                                                                   | 59.7                                                                                   | 64.1                                                                                   | 66.7                                                                                   | 70.4                                                                                   | 67.6                                                                                   | 63.5                                                                                   | 56.4                                                                                   | 53.9                                                                                   | 52.2                                                                                   | 51.3                                                                                   | 51.5                                                                                   | 59.3                                                                                   |
| Fuente: Servicio Meteorológico Nacional                                                |                                                                                        |                                                                                        |                                                                                        |                                                                                        |                                                                                        |                                                                                        |                                                                                        |                                                                                        |                                                                                        |                                                                                        |                                                                                        |                                                                                        |                                                                                        |

### Sismicidad
La sismicidad de la región de Cuyo —centro oeste de Argentina— es frecuente y de intensidad moderada-alta, y una recurrencia de terremotos medios a graves cada 20 años. Dos de los eventos sísmicos más importantes de la historia de la ciudad fueron:
- El Terremoto de Mendoza de 1861, que aunque la actividad geológica de la zona ha ocurrido desde épocas prehistóricas, el terremoto del 20 de marzo de 1861 señala un hito importante dentro de la historia de eventos sísmicos argentinos ya que es el más destructivo del país documentado hasta el momento. A partir del mismo la política de los sucesivos gobiernos provinciales y municipales ha extremado los cuidados y generado códigos de construcción sumamente estrictos destinados a mitigar las pérdidas —sobre todo humanas— frente a eventuales nuevos movimientos sísmicos.[14][15]
- El terremoto del 26 de enero de 1985, fue otro episodio moderado,[15] de nueve segundos de duración, que llegó a derrumbar parcialmente el Hospital del Carmen del adyacente Departamento Godoy Cruz.[16]

Debido al temor a edificar en altura por los riesgos sísmicos, durante más de 30 años el edificio más alto de la ciudad fue el Edificio Piazza (San Martín 1027), con 16 pisos y 51 metros de altura, ya que no se consideraba seguro dar permiso para la construcción de edificios más altos. En la actualidad los edificios más altos son el Edificio Buci, el Hotel Hyatt Plaza (1995), el edificio Da Vinci (2010), y el Sheraton Mendoza, todos con una altura estimada superior a 70 metros).

### Aspecto urbano

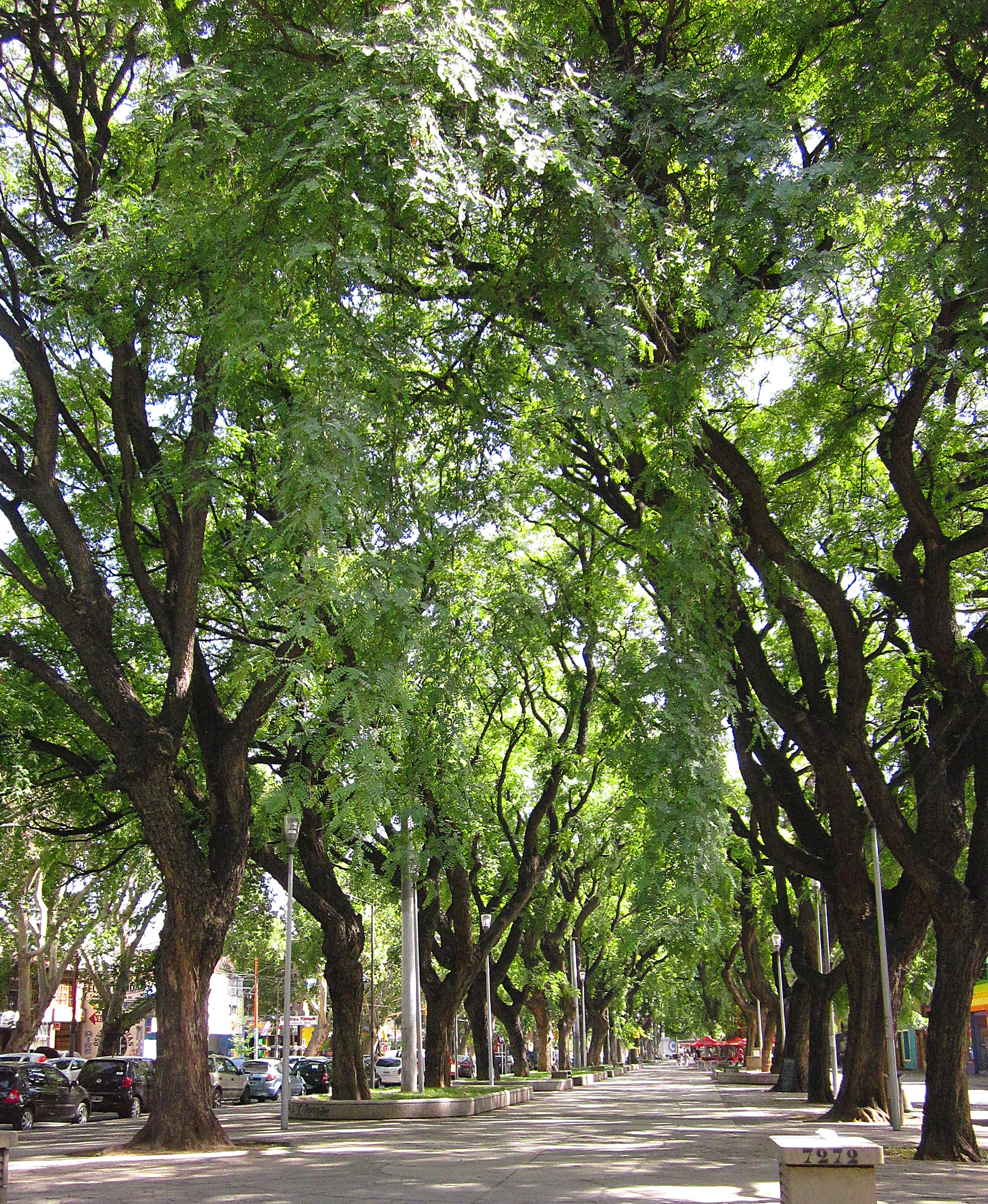
La Alameda. Un recorrido peatonal forestado con grandes árboles.

La ciudad tiene una excelente forestación con muchos árboles, regados por canales pequeños (acueductos) que se ubican junto a casi todas las calles, proporcionándoles el riego necesario. La ciudad se centra alrededor de la plaza Independencia, con una calle peatonal, la avenida Sarmiento. Otras arterias importantes, que corren perpendiculares a Sarmiento (y su continuación Garibaldi, al este de la avenida San Martín), de este a oeste son: Rioja, San Juan, avenida San Martín (que es el eje norte-sur de la ciudad), Nueve de Julio, avenida España y Patricias Mendocinas. Paralelas a Sarmiento, a cuatro cuadras de distancia al sur y al norte respectivamente, se encuentran Colón y Las Heras, entre las cuales se desarrollan las principales actividades comerciales y bancarias. Al sur de la avenida Pedro Molina se encuentra el Barrio Cívico, donde se concentran la mayoría de las instituciones públicas de la ciudad y la sede de los poderes ejecutivo y judicial de la provincia.

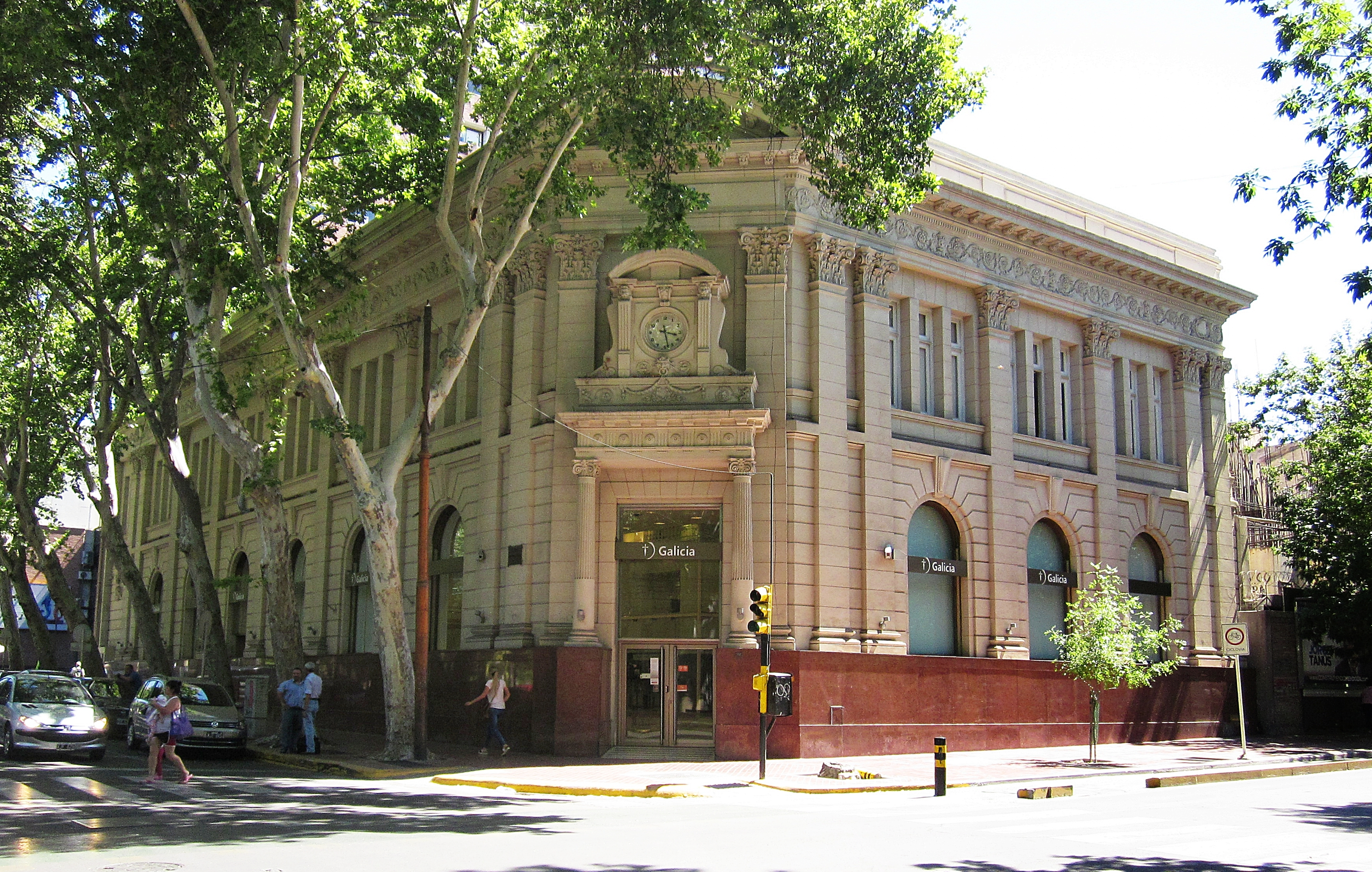
Ex Banco Español del Río de la Plata, construido en 1910 y obra del ingeniero-arquitecto argentino Carlos Agote. Es una de las tantas obras arquitectónicas de estilo europeo en la ciudad.

Hay muchos bares al aire libre, ubicados principalmente en la Peatonal Sarmiento, Avenida Colón, Avenida San Martín y Avenida Arístides Villanueva, y muchas de las veredas son amplias, bien conservadas, limpias e invitan a caminarlas.

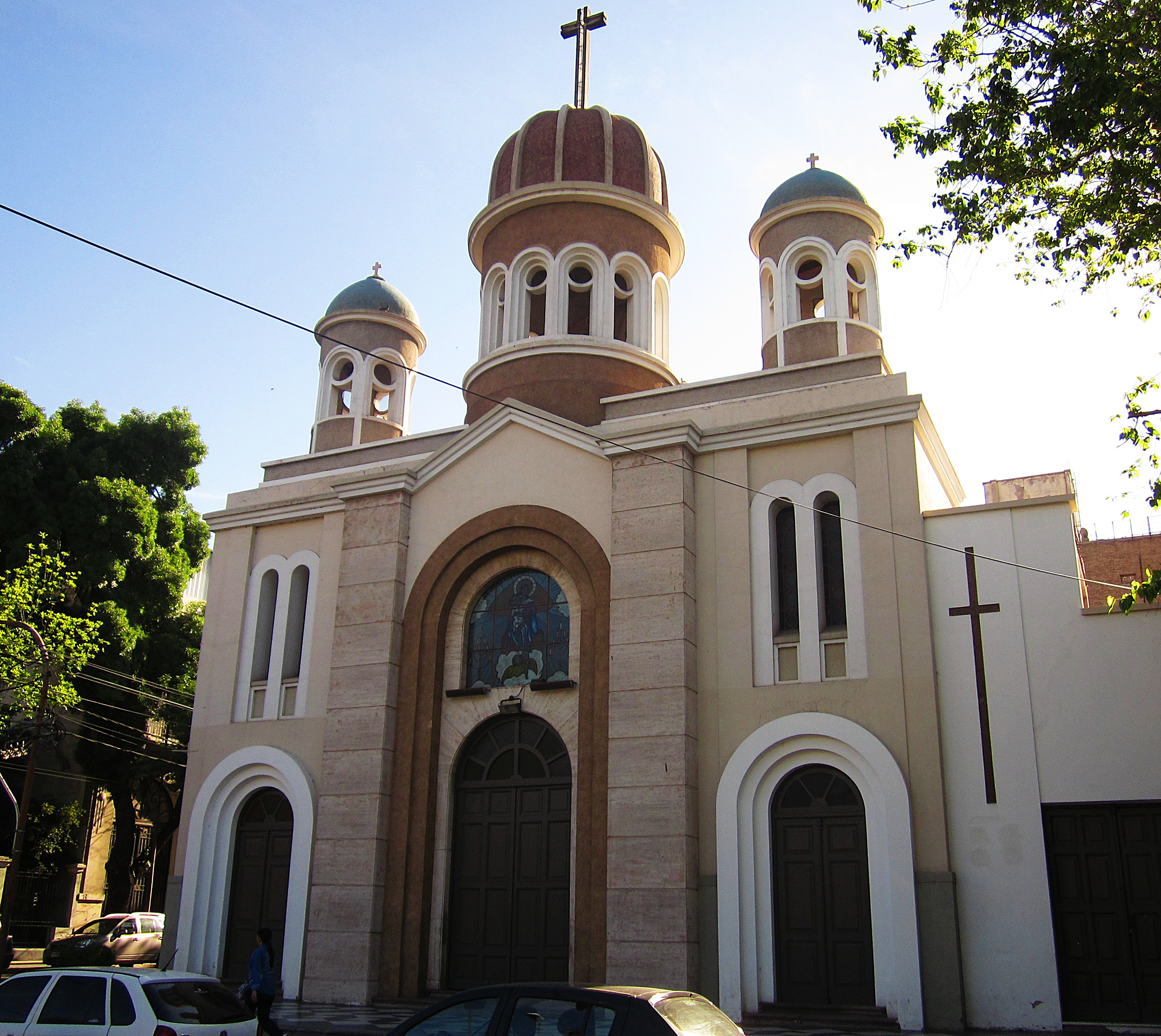
Catedral Nuestra Señora de Loreto. Designada provisoriamente como la Iglesia mayor de la ciudad de Mendoza desde 1934 debido al derrumbe de la antigua catedral, destruida por el terremoto de 1861.

En 2005 Mendoza fue elegida la urbe más digital de América Latina en el VI Encuentro Iberoamericano de Ciudades Digitales, debido a la cantidad de servicios por internet que se ofrecen a sus ciudadanos. 
La ciudad de Mendoza es el núcleo desde el cual parten y se ofrecen la mayoría de los servicios turísticos con destino a diversos lugares  la provincia, en particular atractivos de montaña y bodegas, y posee una importante oferta hotelera desde el rango de los hostales (hostel) hasta los hoteles de 5 estrellas.

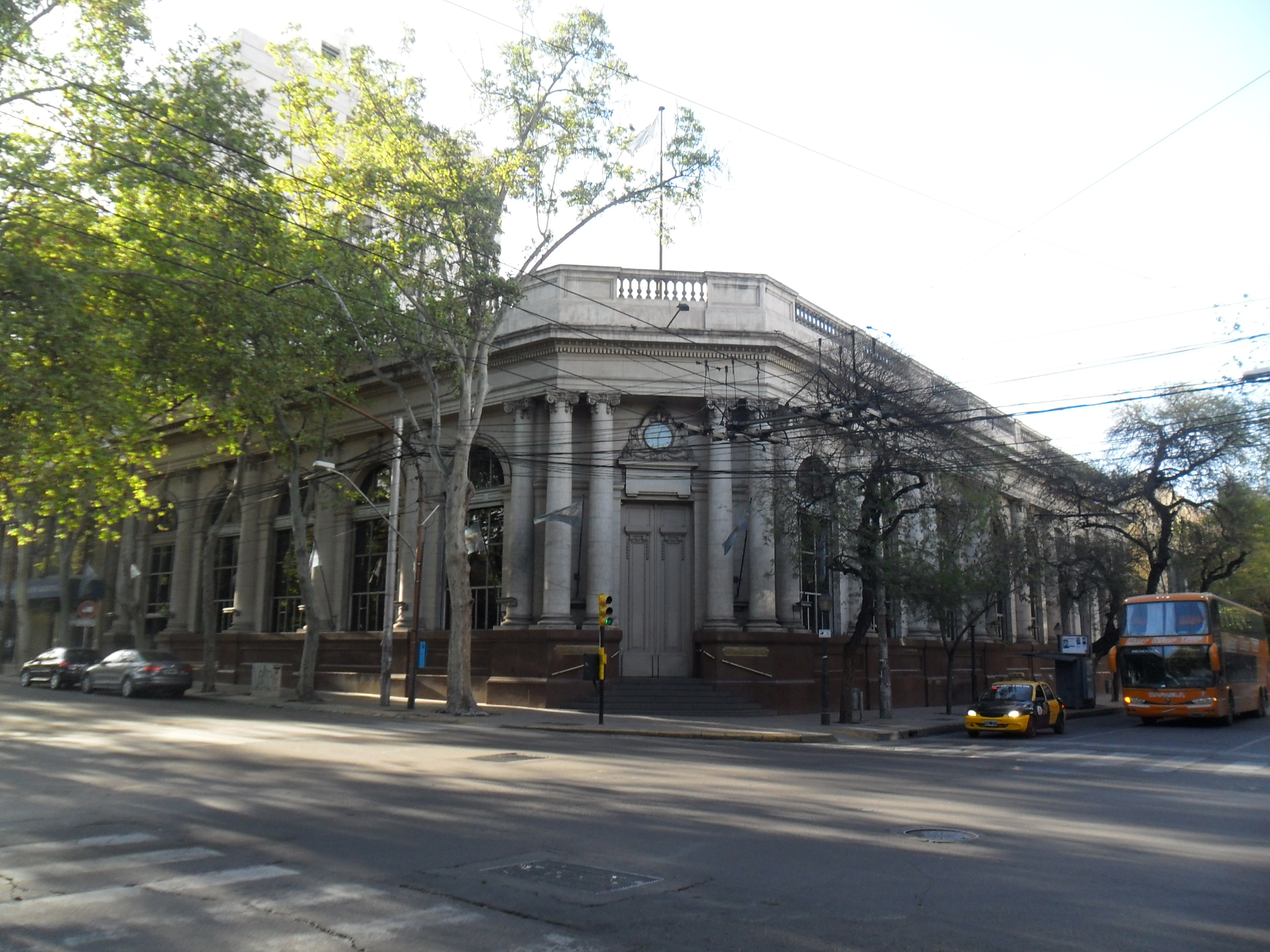
Banco Nación Mendoza

### Organización política
El municipio de la ciudad de Mendoza se divide en distritos llamados secciones originados en los límites primitivos de jurisdicción policial. El 20 de enero de 2003 la Municipalidad de Mendoza creó nuevas secciones y renombró alguna de las anteriormente existentes:

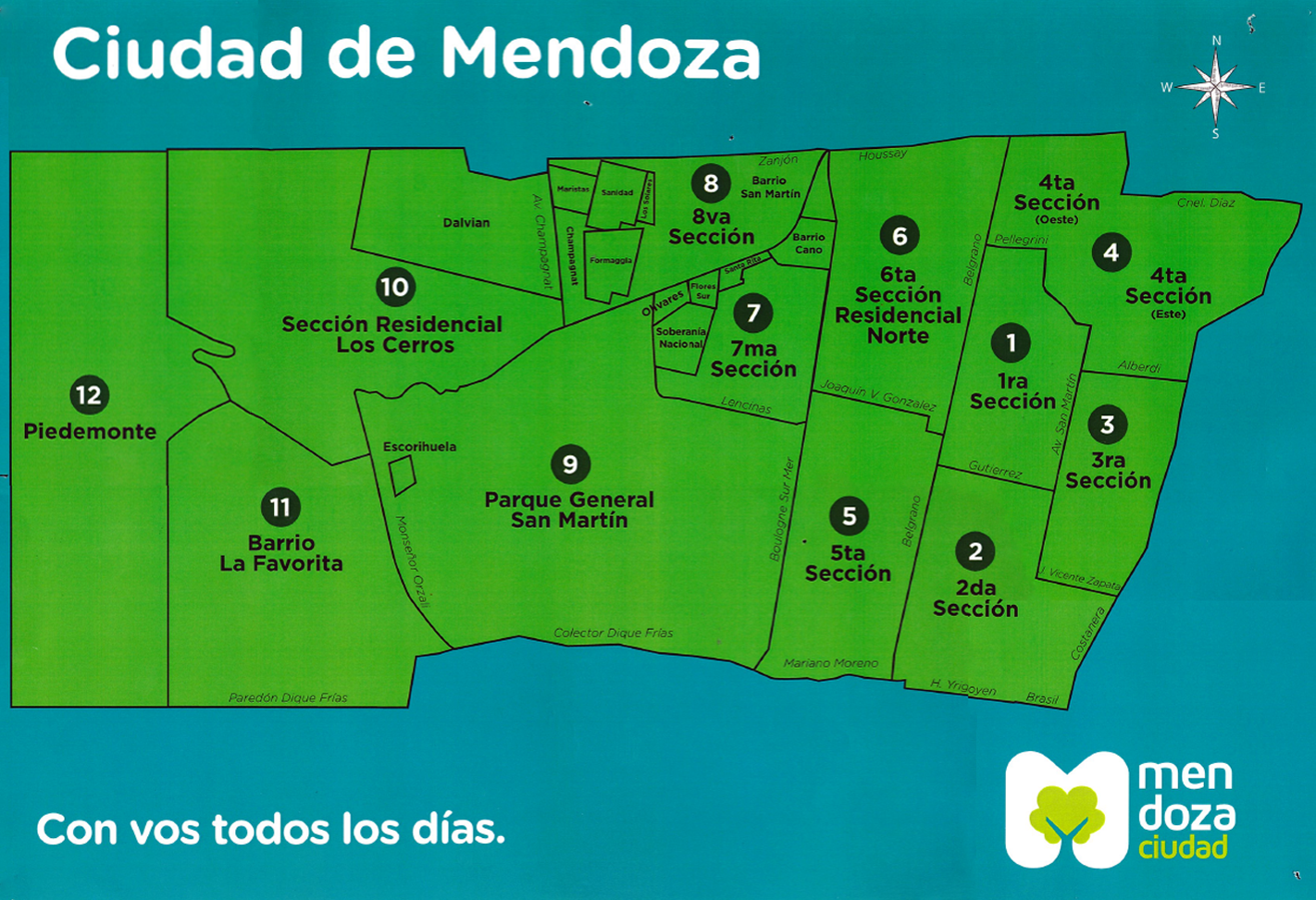
Departamento Capital de Mendoza y sus doce secciones.

| Secciones                              | Población (2010) | Superficie (km²) |
| -------------------------------------- | ---------------- | ---------------- |
| 1.ª Sección: Parque Central            | 9464             | 1,65             |
| 2.ª Sección: Barrio Cívico             | 14 013           | 2,34             |
| 3.ª Sección: Parque O'Higgins          | 7770             | 1,5              |
| 4.ª Sección: Área Fundacional          | 19 938           | 3                |
| 5.ª Sección: Residencial Sur           | 14 188           | 2,44             |
| 6.ª Sección: Residencial Norte         | 17 502           | 2,72             |
| 7.ª Sección: Residencial Parque        | 6290             | 1,84             |
| 8.ª Sección: Aeroparque                | 12 535           | 2,12             |
| 9.ª Sección: Parque General San Martín | 1370             |                  |
| 10.ª Sección: Residencial Los Cerros   | 2369             |                  |
| 11.ª Sección: La Favorita              | 9602             |                  |
| 12.ª Sección: Piedemonte               | -                |                  |

### Demografía

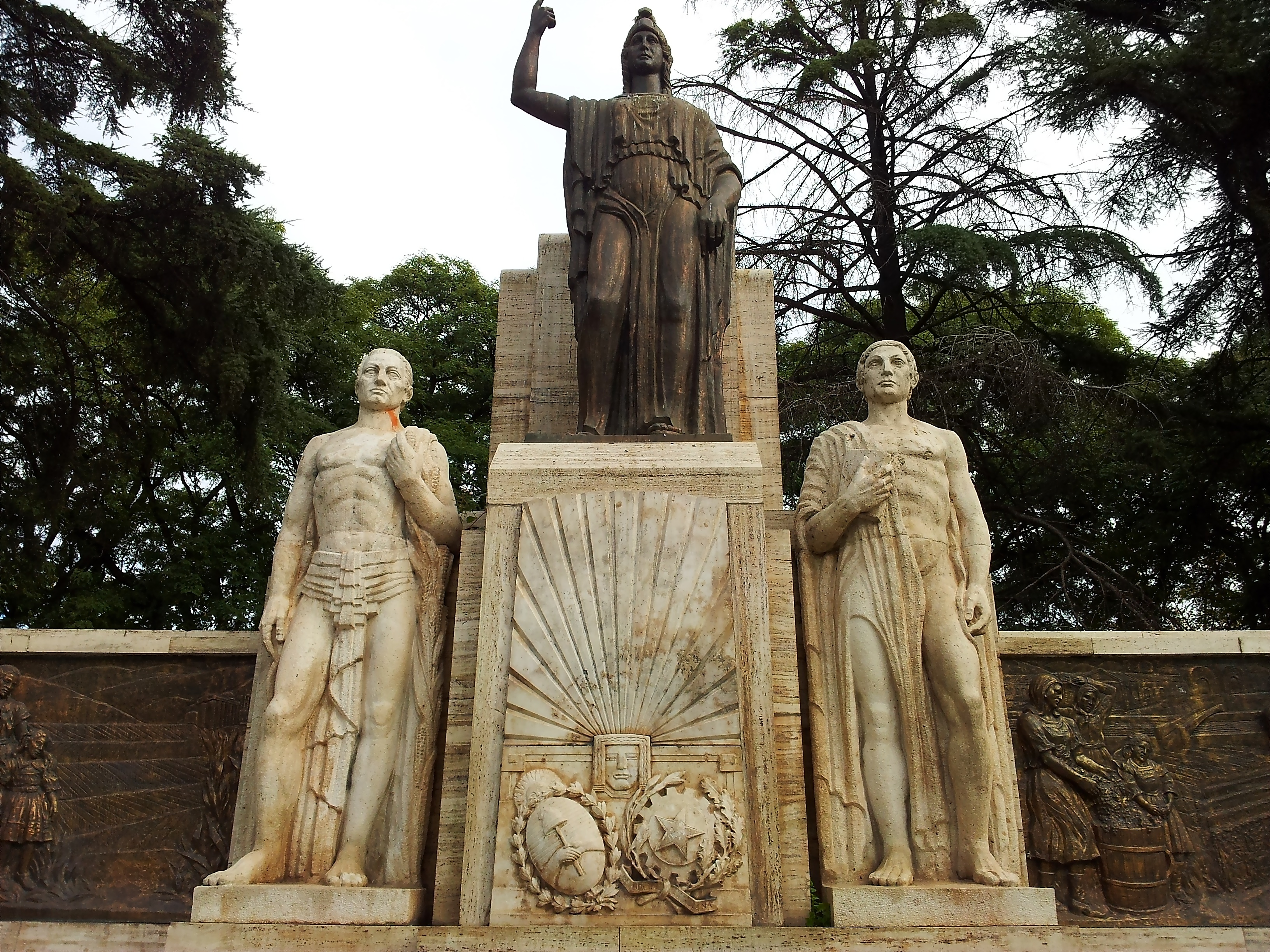
Monumento a la Herencia Italiana de Mendoza en Plaza Italia en homenaje al aporte de los italianos a la ciudad de Mendoza.

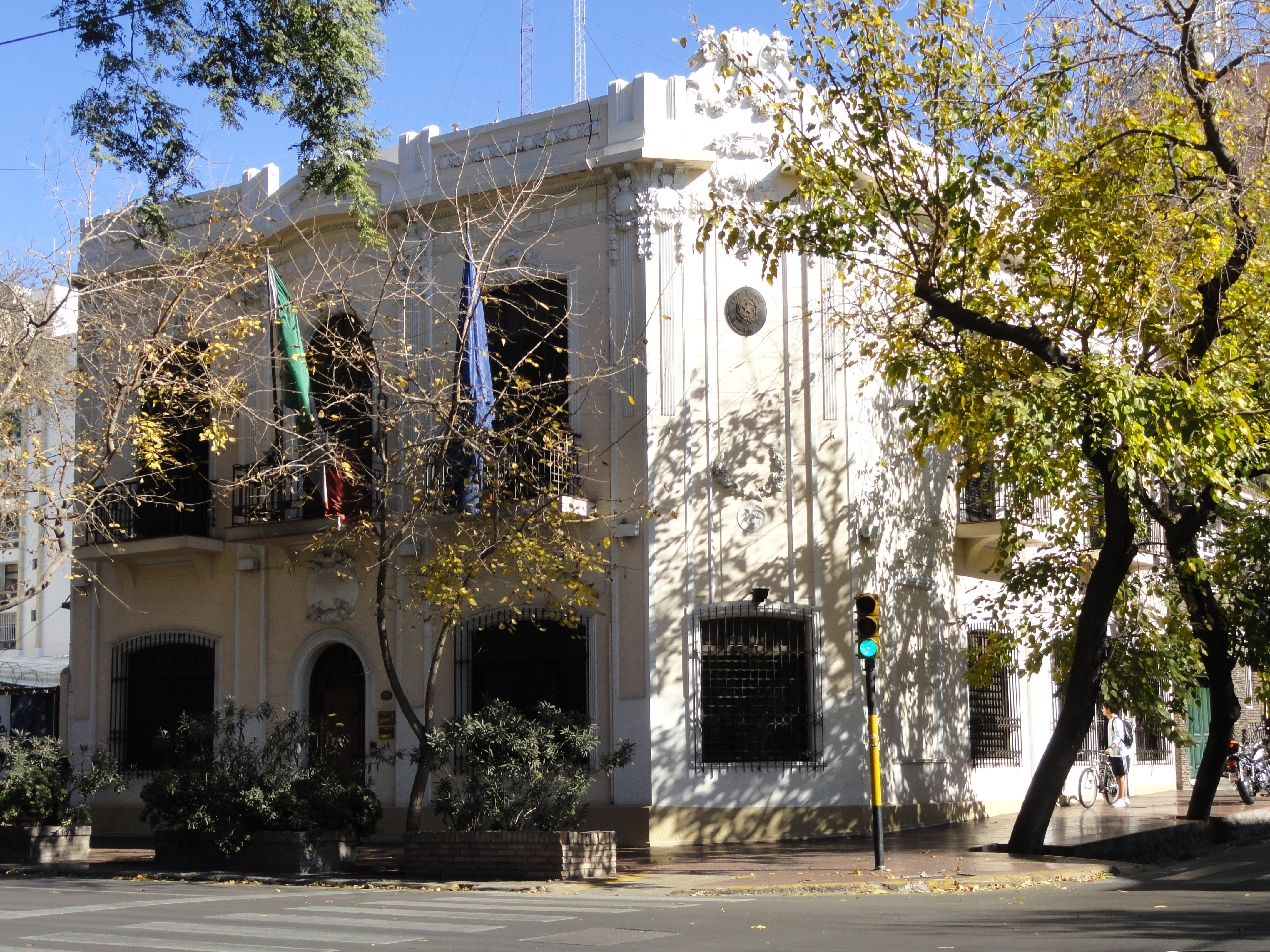
Consulado de Italia en Mendoza. Gran parte de la población mendocina desciende de italianos.

La ciudad propiamente dicha, que coincide exactamente con la jurisdicción del históricamente conocido como Departamento Capital —antigua denominación legal, en desuso, para la actual Municipalidad de la Ciudad de Mendoza—, En 2010 tuvo  114 822 habitantes, lo que representó un aumento (+3,45 %) con respecto a los 110 993 habitantes (Indec, 2001) pero aproximadamente un 5,59 % menos que los 121 620 habitantes (Indec, 1991) con los que contaba en 1991.
Para el censo 2022 el departamento registró 127 160 habitantes; lo que representó un aumento en la cantidad de personas del 10,5% menor que el crecimiento poblacional provinciala situado en 17,5%. Estos datos le valieron al departamento tener la octava mayor, la segunda mayor densidad poblacional y el segundo menor crecimiento de la provincia.
Este estancamiento demográfico es producto de la inexistencia de lugares disponibles para dar cabida al crecimiento poblacional, a lo que se suma una tendencia general de la población a abandonar el centro, los cuales son ocupados por oficinas y comercios en su lugar.
Dentro de la conurbación conocida como el Gran Mendoza, que pasó de 848 660 habitantes (Indec, 2001) a 1 086 066 habitantes (Indec, 2010), lo que equivale a un crecimiento intercensal (2001-2010) de un 21,8 % (y corresponde una moderada tasa media anual del 0,87 %), la Ciudad ocupa el cuarto lugar por cantidad de habitantes y por las causas anteriormente mencionadas, en un lapso relativamente breve llegará a ser la jurisdicción menos habitada del Gran Mendoza.
Actualmente solo uno de cada ocho habitantes del Gran Mendoza vive en la jurisdicción del núcleo urbano que le dio origen. La ciudad de Mendoza (entendida como el conjunto de localidades y distritos del Gran Mendoza) se mantiene como la cuarta ciudad argentina en cuanto a cantidad de habitantes, tras el Gran Buenos Aires, el Gran Córdoba y el Gran Rosario.

## Gobierno
La ciudad de Mendoza en el pasado fue conocida a nivel nacional como «la ciudad más limpia del país». El Poder Ejecutivo Municipal con título de Intendente Municipal está a cargo de Ulpiano Suarez, perteneciente a la Unión Cívica Radical. El Poder Legislativo Municipal lo constituye el Concejo Deliberante, integrado por doce concejales con mandato por 4 años, renovándose el cuerpo de concejales por mitades cada dos años, con arreglo a lo dispuesto por la Ley Orgánica de Municipalidades (Ley 1079) de la Provincia de Mendoza.

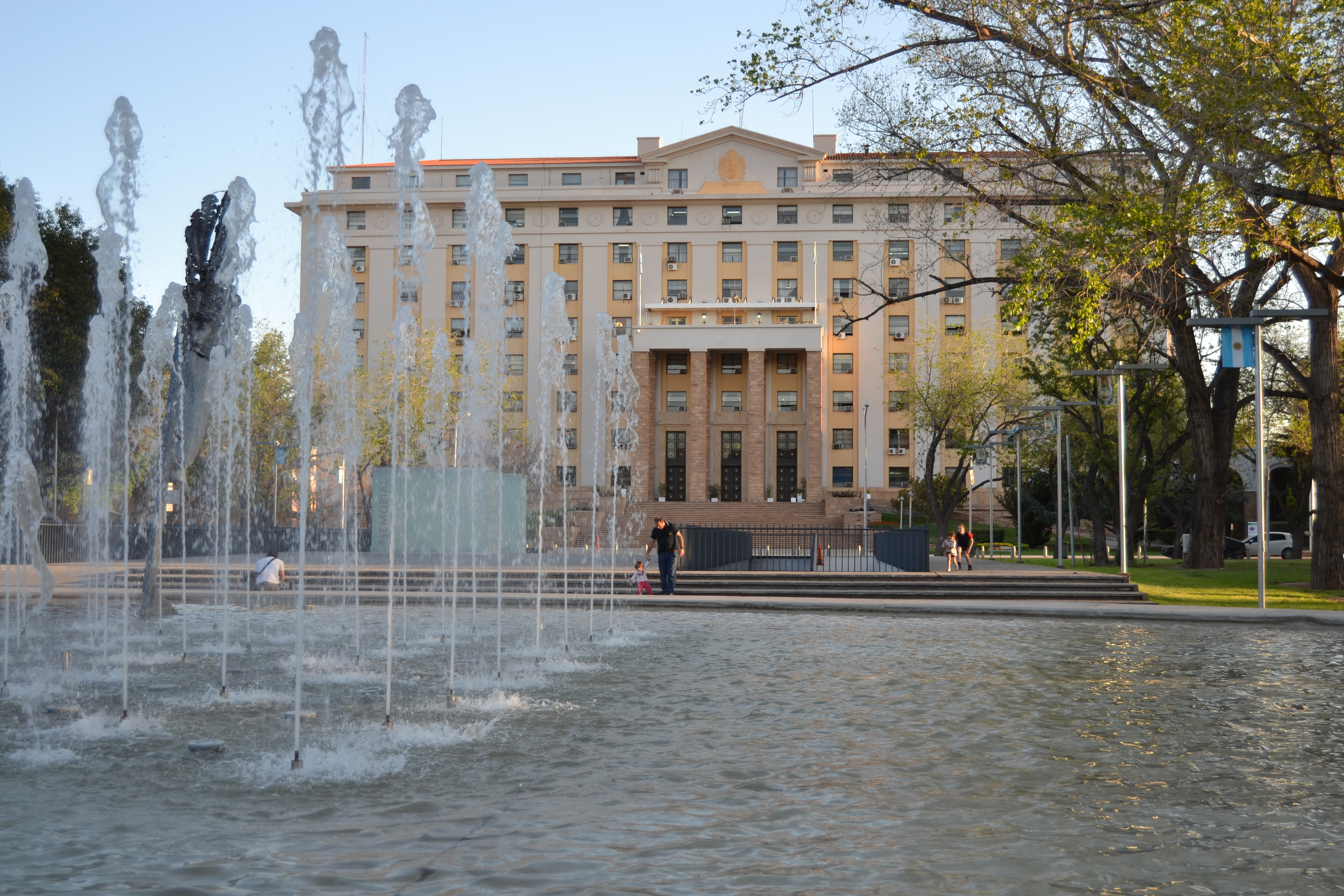
Casa de Gobierno, Mendoza.

Los habitantes de la Ciudad suelen ser conocidos a nivel político por ser exigentes y vigilantes de sus gobernantes, como también respetuosos y celosos de la belleza y conservación de la ciudad, por lo que participan, proponen y solicitan diversas soluciones o critican nuevos proyectos que afecten las características de la ciudad. Esto produce como efecto en la dirigencia política municipal, tanto del gobierno como de la oposición, la necesidad de respuestas activas, visibles y consensuadas para la comunidad.
Durante la gestión del intendente Cicchiti (2003-2007) se han llevado a la práctica proyectos como el Tranvía Urbano de Compras, la Policía Comunitaria (disuelta por la falta de resultados a la vista), la parquización de las vías del Ferrocarril, la puesta en valor del área de la Alameda (orientada ahora a oferta cultural, gastronómica y turística) y la construcción del nuevo Parque Central (que se inició durante la gestión del intendente anterior), y la implementación de las prohibiciones de fumar en lugares cerrados y de la venta de alcohol fuera de lugares habilitados en horario de 23 a 9. Estas iniciativas han tenido trascendencia provincial y fueron imitadas o adoptadas rápidamente por los municipios del Gran Mendoza y del resto de la provincia.
El 10 de diciembre de 2007 asume Víctor Fayad, quien durante su primera gestión (1987-1991) realizó importantes obras que le dieron los rasgos actuales a la ciudad, como la Peatonal Sarmiento, la remodelación de la Avenida San Martín, una amplia repavimentación de calles, la mejora de los espacios públicos a lo largo de toda la jurisdicción y por comenzar las gestiones para transferir desde los viejos Ferrocarriles Argentinos a la Municipalidad de los terrenos donde actualmente se sitúa el Parque Central. Entre sus proyectos en desarrollo y ejecución para este período de gobierno se incluye la repavimentación, mejora y refuncionalización de las principales vías, accesos y paseos ubicados en la jurisdicción municipal, la continuación del proyecto del Parque Central, incorporando nuevas superficies al área del parque y creando un importante Centro Cultural multidisciplinario dentro del mismo, reciclando los antiguos galpones de la Estación Mendoza Cargas del ex Ferrocarril General San Martín, abandonados aproximadamente desde 1990.
Desde 2007 la intendencia ha adoptado una estricta política de no permitir a artesanos y artistas trabajar de modo espontáneo en la vía pública lo que llevó a varias manifestaciones de descontento desde dichos sectores. En 2008 la abogada Angélica Escayola presenta un recurso de amparo en el caso de artesanos desalojados de Plaza España y calle Garibaldi. Posteriormente el intendente Víctor Fayad acude ante la Corte Suprema de Justicia de la Nación Argentina y logra el fallo que impide a los artesanos volver a instalarse en dichos espacios.
En otro contexto también existe un prolongado conflicto entre la intendencia y vendedores ambulantes por la política de calles «limpias de trabajadores ambulantes», lo que también generó conflictos entre esta institución y diversos artistas callejeros.
En 2014 investigadores del CONICET determinaron a través de un estudio que la capital mendocina es la ciudad con mejor calidad de vida del país entre un total 528 unidades administrativas, además determinó que Mendoza está a la delantera de otros distritos por su altísimo porcentaje de graduados universitarios, la baja tasa de mortalidad infantil y los recursos recreativos de base natural.
En agosto de 2014 fallece el intendente Fayad y queda a cargo de la ciudad el Jefe del Concejo Deliberante capitalino, Rodolfo Suárez, quien revalidó su cargo en las elecciones municipales de 2015 por una amplia mayoría. El 21 de octubre de 2014 se sanciona por Ordenanza el Primer Código de Convivencia Ciudadana, que establece un conjunto de medidas para fomentar y garantizar la convivencia en el espacio público de la Ciudad. Reunió en un solo cuerpo legislativo, de alrededor de 80 artículos, todas las normas que tienen que ver con el uso del espacio público en la ciudad, tanto para habitantes como para visitantes. Los aspectos destacables son los que tienen que ver con el cuidado de las plazas, con el cuidado de la limpieza y la convivencia urbana. El objetivo es lograr que Mendoza sea una ciudad más armónica, más amigable para vivir. El no cumplimiento de las normas que establece este Código de Convivencia tiene la consideración de infracción administrativa, sometido a una escala de sanciones que se clasifican en leves, graves y muy graves. En los primeros 8 meses de su vigencia se aplicaron multas a organizaciones civiles y gremiales que cortaron calles en actos de protesta y que no contaron con el permiso previo del Municipio para ordenar el tránsito y minimizar el caos natural que este tipo de medidas ocasiona.

### Intendentes desde 1983
| Partido           | Partido | Intendente                                        | Periodo                                           |
| ----------------- | ------- | ------------------------------------------------- | ------------------------------------------------- |
|                   | UCR     | Julio César Rivera                                | 10 de diciembre de 1983 - 10 de diciembre de 1987 |
| Víctor Fayad      | UCR     | 10 de diciembre de 1987 - 10 de diciembre de 1991 |                                                   |
| Roberto Iglesias  | UCR     | 10 de diciembre de 1991 - 10 de diciembre de 1995 |                                                   |
| Roberto Iglesias  | UCR     | 10 de diciembre de 1995 - 10 de diciembre de 1999 |                                                   |
| Raúl Vicchi       | UCR     | 10 de diciembre de 1999 - 10 de diciembre de 2003 |                                                   |
| Eduardo Cicchitti | UCR     | 10 de diciembre de 2003 - 10 de diciembre de 2007 |                                                   |
| Víctor Fayad      | UCR     | 10 de diciembre de 2007 - 10 de diciembre de 2011 |                                                   |
| Víctor Fayad      | UCR     | 10 de diciembre de 2011 - 7 de agosto de 2014     |                                                   |
| Rodolfo Suárez    | UCR     | 7 de agosto de 2014 - 10 de diciembre de 2015     |                                                   |
| Rodolfo Suárez    | UCR     | 10 de diciembre de 2015 - 10 de diciembre de 2019 |                                                   |
| Ulpiano Suárez    | UCR     | 10 de diciembre de 2019 - 10 de diciembre de 2023 |                                                   |
| Ulpiano Suárez    | UCR     | 10 de diciembre de 2023 - presente                |                                                   |

### Concejo Deliberante
El Honorable concejo Deliberante de la Ciudad de Mendoza está compuesto por los siguientes concejales, para el periodo 2023-2025:
| Bloques | Bloques                | Integrantes |
| ------- | ---------------------- | ----------- |
|         | Unión Cívica Radical   | 8           |
|         | Propuesta Republicana  | 1           |
|         | Partido Verde          | 1           |
|         | Coalición Cívica ARI   | 1           |
|         | Frente para Todos - PJ | 1           |

En la siguiente tabla se puede observar los concejales de cada partido político y su respectivo periodo:
| N.º | Concejal            | Bloques | Bloques               | Periodo                  |
| --- | ------------------- | ------- | --------------------- | ------------------------ |
| 1   | Gustavo Caleau      |         | Frente de Todos - PJ  | 2021-2025                |
| 2   | Lucas Carosio       |         | Propuesta Republicana | 2021-2025                |
| 3   | Cielo Daou          |         | Unión Cívica Radical  | 2023-2027                |
| 4   | Pablo Espina        |         | Unión Cívica Radical  | 2021-2025                |
| 5   | Ricardo García      |         | Partido Verde         | 2023-2027                |
| 6   | Ernesto Giménez     |         | Unión Cívica Radical  | 2023-2027                |
| 7   | Rafael Bazán        |         | Unión Cívica Radical  | 11 de marzo de 2025-2027 |
| 8   | Gustavo Gutiérrez   |         | Coalición Cívica ARI  | 2023-2027                |
| 9   | Susana Palmieri     |         | Unión Cívica Radical  | 2021-2025                |
| 10  | Gladys Rodríguez    |         | Unión Cívica Radical  | 2021-2025                |
| 11  | Marcelo Rubio       |         | Unión Cívica Radical  | 2023-2027                |
| 12  | Alejandra Weintraub |         | Unión Cívica Radical  | 2021-2025                |

## Guarnición
| Unidades de la Guar Ej Mendoza                                                 | Abreviatura       |
| ------------------------------------------------------------------------------ | ----------------- |
| Comando de la VIII Brigada de Montaña «Brigadier General Toribio de Luzuriaga» | Cdo Br M VIII     |
| Compañía de Comunicaciones de Montaña 8                                        | Ca Com M 8        |
| Sección de Aviación de Ejército de Montaña 8                                   | Sec Av Ej M 8     |
| Compañía de Inteligencia de Montaña 8 «Teniente Coronel Pedro Vargas»          | Ca Icia M 8       |
| Base de Apoyo Logístico «Mendoza»                                              | Ca Com M 8        |
| Compañía de Comunicaciones de Montaña 8                                        | BAL Mendoza       |
| Liceo Militar «General Espejo»                                                 | LMGE              |
| Hospital Militar Regional Mendoza «Cirujano Primero Dr. Diego Paroissien»      | H Mil Rgn Mendoza |
| Compañía de Reserva «General Pedro Pascual Segura»                             | Ca Res Mendoza    |

## Cultura

### Arquitectura

#### Edificios
Mendoza cuenta con una gran variedad de altos edificios antiguos y modernos. Luego del terremoto de 1861, la consecuente reconstrucción de la ciudad se realizó con edificaciones de baja altura por miedo a nuevos sismos. Esto cambió en 1926 con la conclusión del Pasaje San Martín de 8 plantas, y luego tuvo su auge en la década del 50’ con la construcción del Edificio Gómez en 1954, este se convirtió junto al primero en el símbolo de la ciudad, luego se sumaron el complejo de torres y galería Tonsa en 1960 y el Edificio Piazza, que posee una elegante galería. El Sheraton Mendoza es el más alto, con una altura de 74,60 metros. Otro edificio que se destaca es el Edificio Da Vinci, galardonado como una de las mil arquitecturas de las Américas, ubicado en frente a plaza Italia, con una altura superior a 73,50 metros.

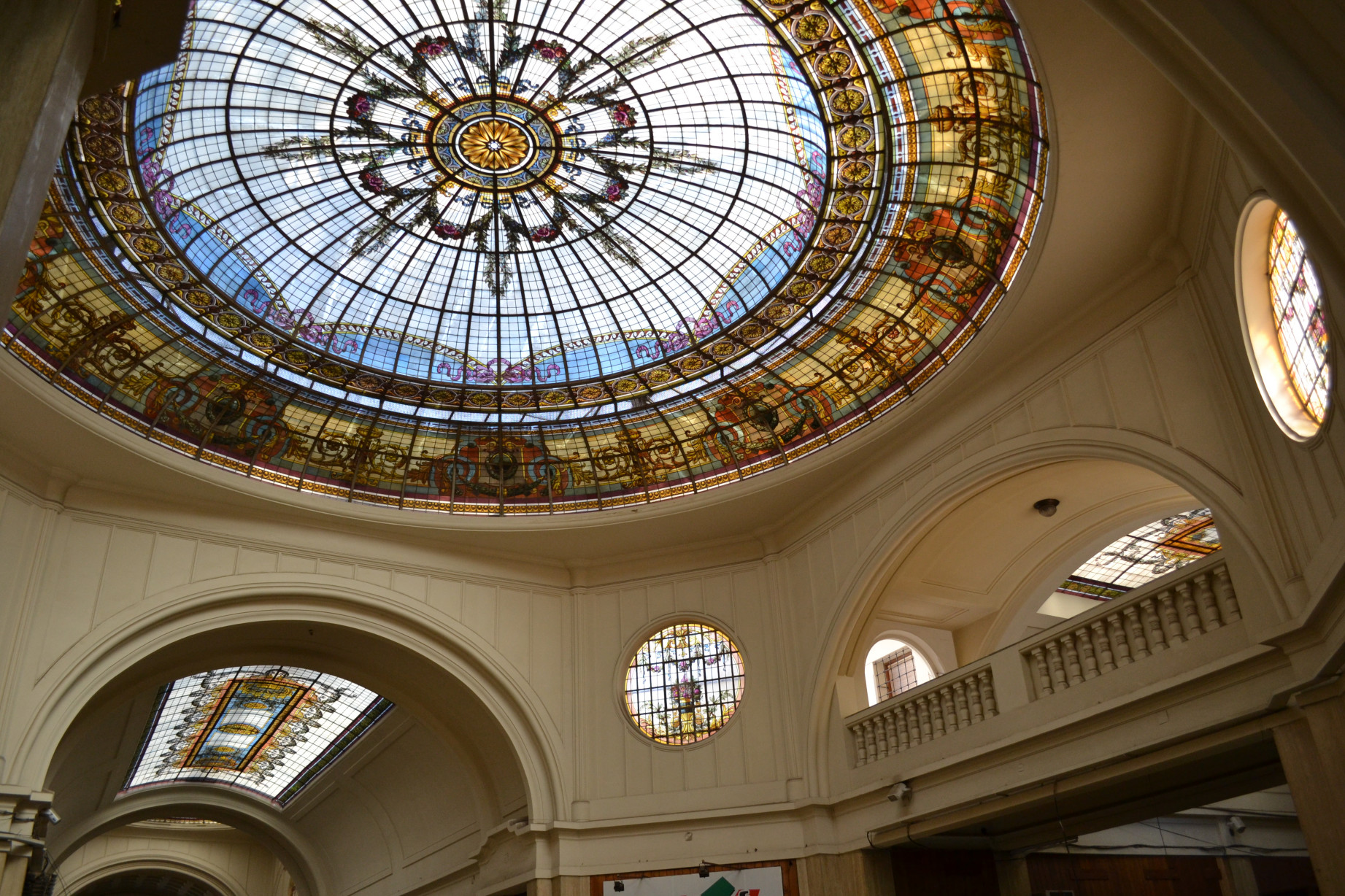
Pasaje-Galería San Martín.

En calle Belgrano, se encuentra el Diplomatic Hotel, uno de los hoteles más lujosos de Mendoza y a su vez, el edificio Alto Belgrano. Otros edificios importantes son el Complejo Casamagna, Edificio Banco Francés, Executive Hotel Mendoza, entre otros.

#### Cementerio de la Ciudad de Mendoza

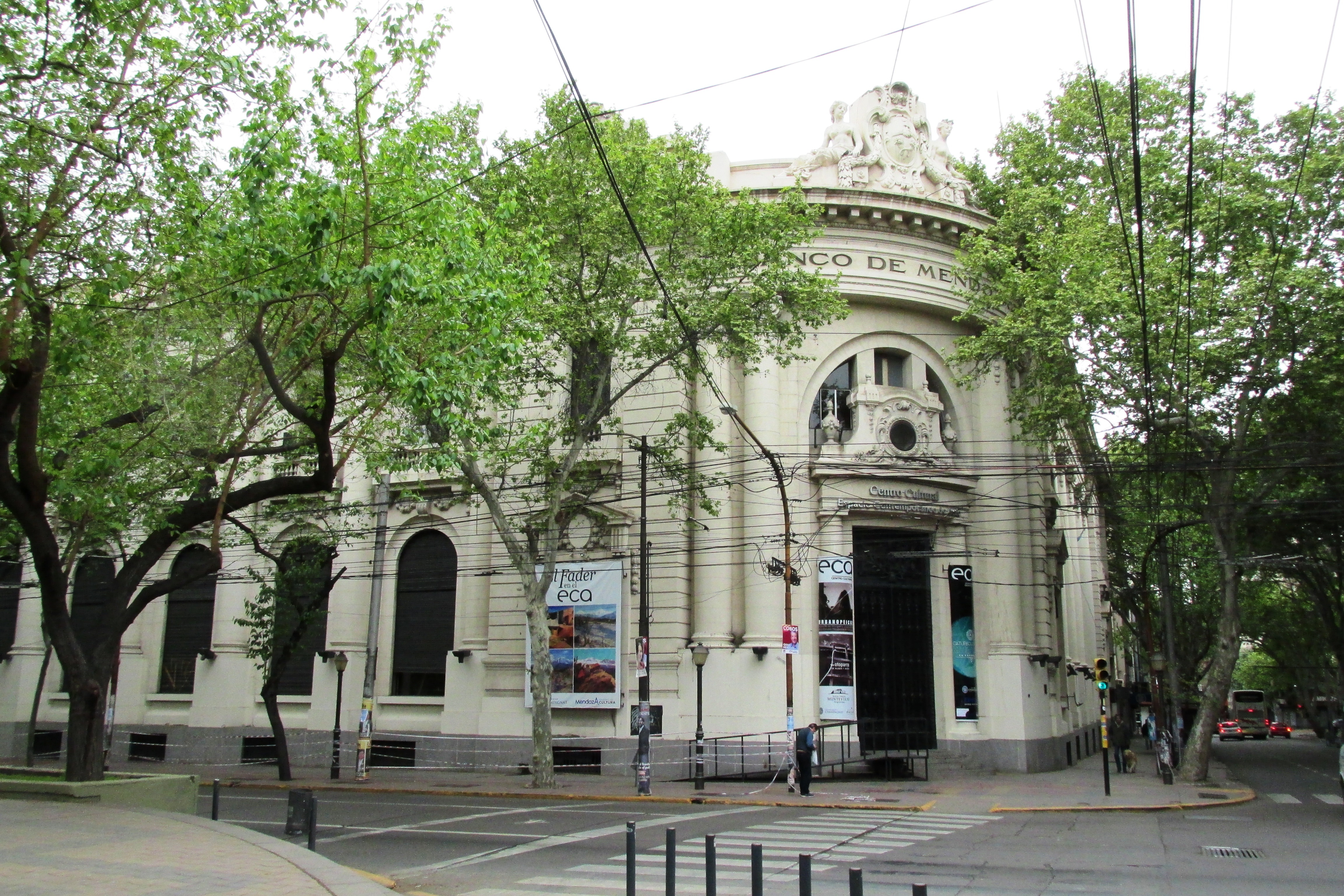
Centro Cultural Espacio Contemporáneo de Arte.

Creado en 1829, pero inaugurado el 1 de agosto de 1846. Para la creación del Cementerio de la Ciudad de Mendoza, se dispuso un terreno del barrio La Chimba (actual departamento de Las Heras). 
Si bien hoy en día el cementerio de la Capital quedó ubicado fuera de los límites de la Ciudad, su dependencia administrativa-funcional está a cargo de la comunidad capitalina desde la creación de la Municipalidad de la Ciudad de Mendoza (1868) hasta el día de hoy. Esto se debe a que en la antigüedad, los trazados que dividían a los departamentos de la provincia no estaban correctamente asignados, por lo que cuando se establecieron correctamente, el cementerio quedó ubicado en el departamento de Las Heras.
Con el terremoto que la provincia sufrió en marzo de 1861, el cementerio se volvió un riesgo sanitario, ya que los edificios y paredes del mismo se desplomaron. Este se mantuvo así durante años, hasta que a mediados de la década de 1880, el intendente Luis Lagomaggiore decidió rescatarlo dándole el aspecto de un cementerio romántico al gusto francés, al que luego se fueron sumando diversos lenguajes y estilos. 
El cementerio se ha convertido en uno de los principales puntos turísticos de la ciudad, no solo por los recorridos guiados que la Municipalidad de la Ciudad de Mendoza lleva a cabo en él, sino también por el arte funerario que este posee y por contar con los restos de algunas figuras reconocidas de la historia mendocina como Juan Cornelio Moyano, José Néstor Lencinas, Carlos Washington Lencinas, Jacinto Álvarez, Agustín Álvarez, Tiburcio Benegas, Emilio Civit, entre otros.
En la actualidad el cementerio está dividido en los sectores Antiguo, Viejo y Nuevo.

### Museos

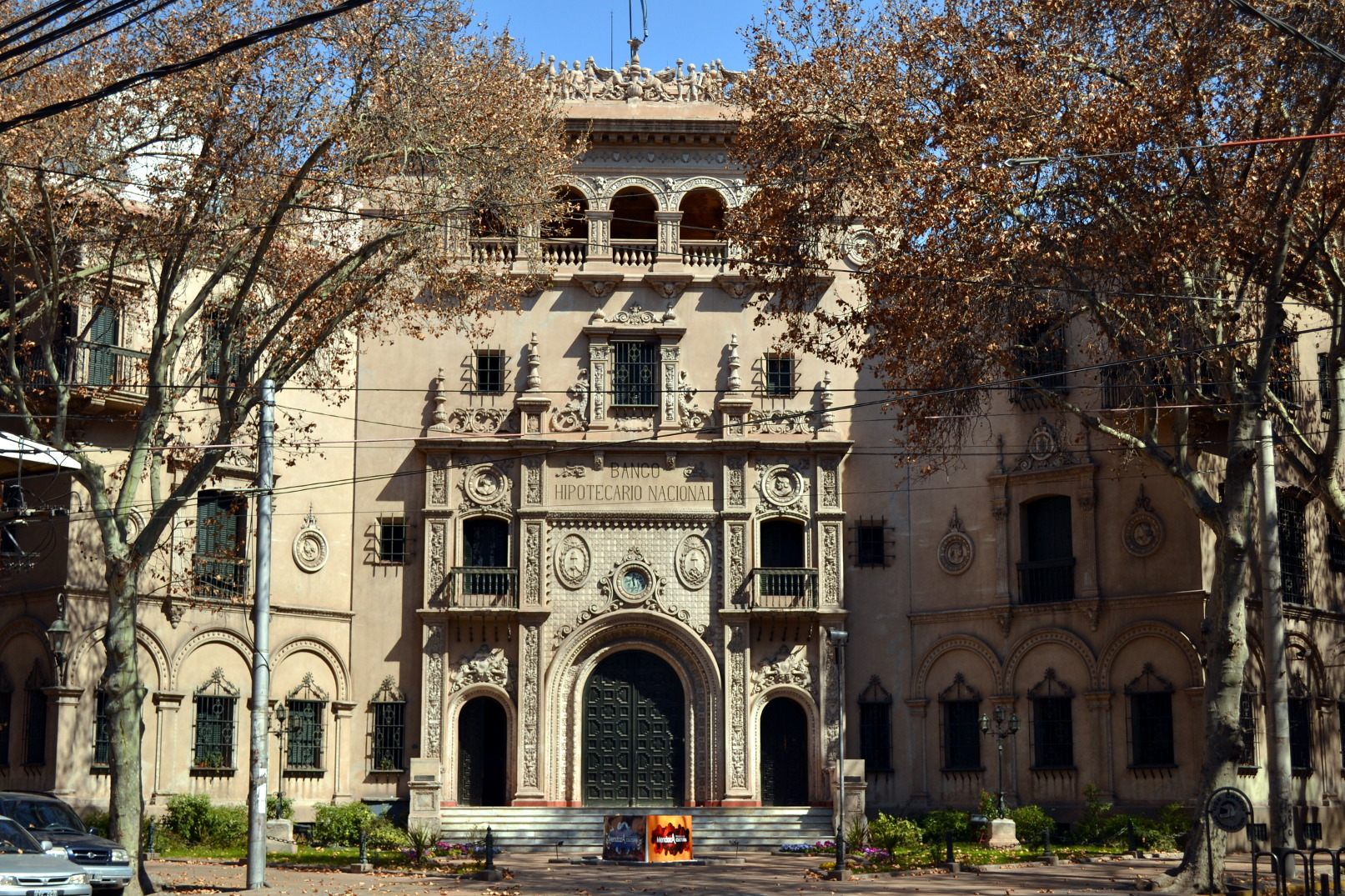
Ex Banco Hipotecario, hoy Ministerio de Cultura.

- El Museo de Ciencias Naturales y Antropológicas Juan Cornelio Moyano: fundado en 1911, está ubicado dentro del Parque General San Martín, entre las calles Av. de Circunvalación Carlos Thays y Av. Las Tipas.[26]

- El Museo del Área Fundacional, fundado en 1993, y ubicado junto a la plaza Pedro del Castillo, el Museo del Pasado Cuyano ubicado en la antigua casa de Francisco Civit (1873) y que fuera donada por el Gobierno provincial a la Junta de Estudios Históricos en 1961 con el compromiso de organizar el museo, que se fundó en 1967.

- El Museo de Ciencias Naturales Domingo Faustino Sarmiento: ubicado en el Liceo Agrícola y Enológico de la Universidad Nacional de Cuyo. Av. San Francisco de Asís s/n. (Parque Gral. San Martín). Inaugurado en 1939.

- El Museo Históricos General San Martín y Museo Históricos de los Gobernadores: Ubicación: Remedios de Escalada de San Martín 1843, en el solar histórico de la Alameda, edificación que perteneció al Gral. San Martín. Cuenta con una sala dedicada a los gobernadores de Mendoza, y la "Biblioteca Pública General San Martín".

- El Museo Popular Callejero: ubicación en Av. Las Heras, entre 25 de mayo y Perú (5500). Inaugurado en 1993.

- El Museo Mineralógico Prof. Manuel Tellechea: contiene también una biblioteca especializada

- El Museo de Ciencias Naturales José Lorca: ubicado en Boulogne Sur Mer 2136.

- El monumento de La Bandera del Ejército de los Andes: ubicado en el Paseo del Bicentenario, frente a la Casa de Gobierno de la Provincia de Mendoza. Entre sus tesoros más importantes se encuentra la Bandera del Ejército de los Andes, utilizada durante la gesta sanmartiniana. Consta de dos salas y un auditorio destinado a conferencias y proyecciones. Además el tercer jueves de cada mes, el Regimiento de Infantería de Montaña N° 11 realiza el acto de Cambio de Guardia de la Bandera contando también con la actuación de la Banda de Música Talcahuano y despliegue de tropas.

- El Museo de la Educación de Mendoza : inaugurado el 1 de abril de 2015, emplazado en el edificio de la antigua Escuela Mitre, declarada Patrimonio Cultural de la Provincia de Mendoza en 1993, ubicado en calle San Martín e Irigoyen. Cuenta con varias salas dedicadas a la historia de la educación argentina y además, está destinado a actividades culturales, públicas y educativas.

### Galerías de Arte
- Museo Municipal de Arte Moderno: fundado en 1967, está ubicado dentro de la plaza Independencia (la más céntrica de la ciudad).
- Espacio Contemporáneo de Arte o "ECA": abierto al público desde 1999, está ubicado entre las calles Av. 9 de julio y Gutiérrez, en lo que fue el edificio del Banco de Mendoza.[27]
- Nave Cultural: es un espacio cultural destinado para exposiciones y eventos. Funciona en los refuncionalizados galpones del Ferrocarril General San Martín (FCGSM). Se localiza en Av. España y Juan Agustín Maza, a continuación del Parque Central. Cuenta con una superficie cubierta de 2200 metros cuadrados y se integra a la obra exterior de una superficie de 5565 metros cuadrados.

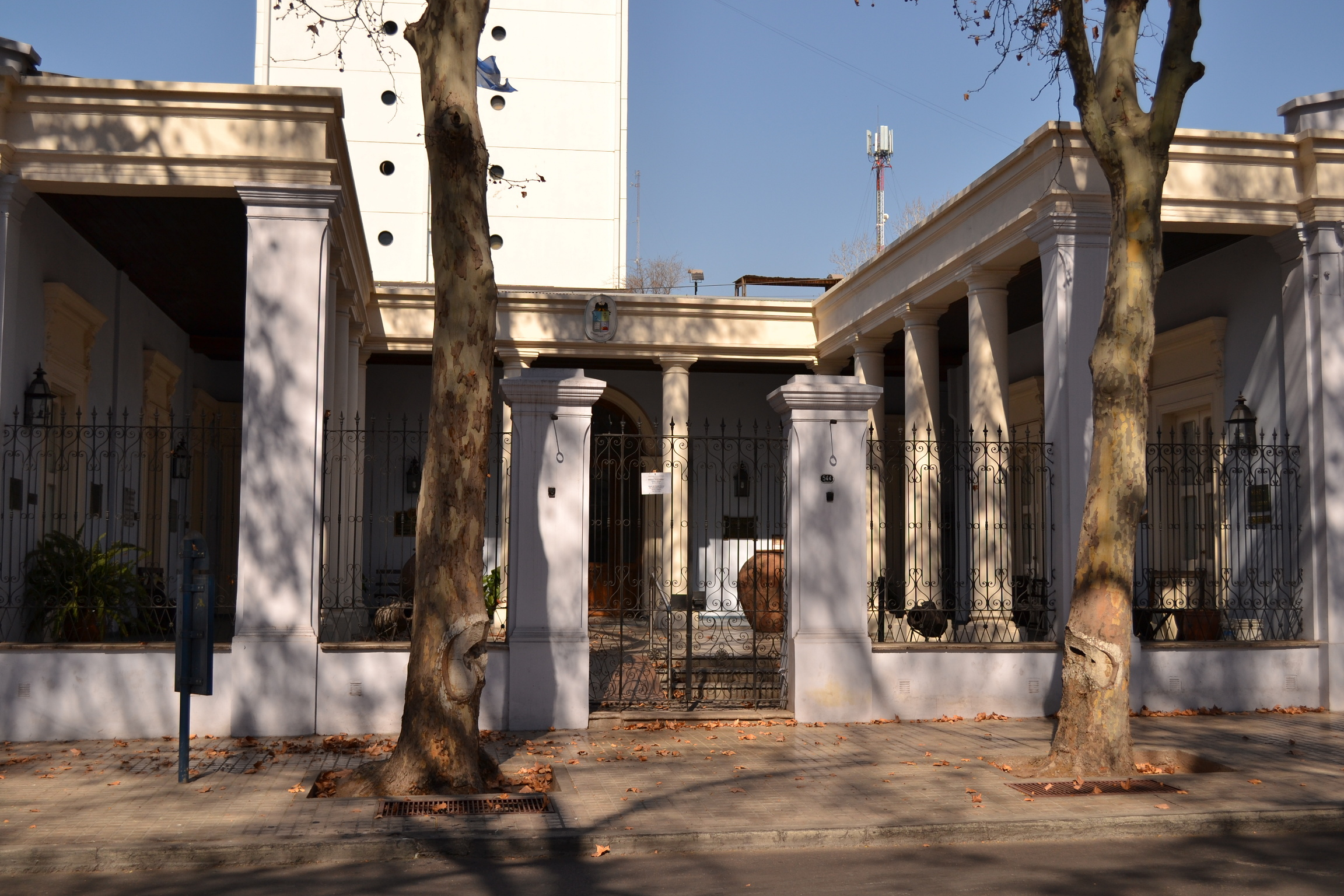
Antigua casa de Francisco Civit, hoy "Museo del Pasado Cuyano", sede de la "Junta Estudios Históricos de Mendoza", y una biblioteca. Montevideo 544, Ciudad de Mendoza.

### Bibliotecas
La Biblioteca Pública General San Martín
 nació gracias al impulso cultural que vivió el país en 1820. Entre los hombres que participaron de esta gestación se destacó la figura del general José de San Martín, junto a otros militares de la Independencia y algunos ciudadanos enrolados en las filas del rivadavismo (Presidencia de B. Rivadavia 1826-1827). Todos ellos eran partidarios del pensamiento ilustrado. En este contexto ideológico surgió la necesidad de crear la “Sociedad Biblioteca Mendocina”. Su reglamento (sancionado el 11 de marzo de 1822) plasmó el deseo de crear una biblioteca popular que difundiera “conocimientos útiles”. El 9 de julio de 1822, la Biblioteca Mendocina abrió sus puertas a la comunidad.
Actualmente es la única Biblioteca Pública de carácter Provincial y funciona bajo el ámbito del Ministerio de Cultura, como una institución democrática destinada a brindar con eficiencia y sin ningún tipo de discriminación, toda la información existente.
La Casa por la memoria y la cultura: fundada en el año 2000, cuenta con más de 6000 títulos.

### Medios de comunicación

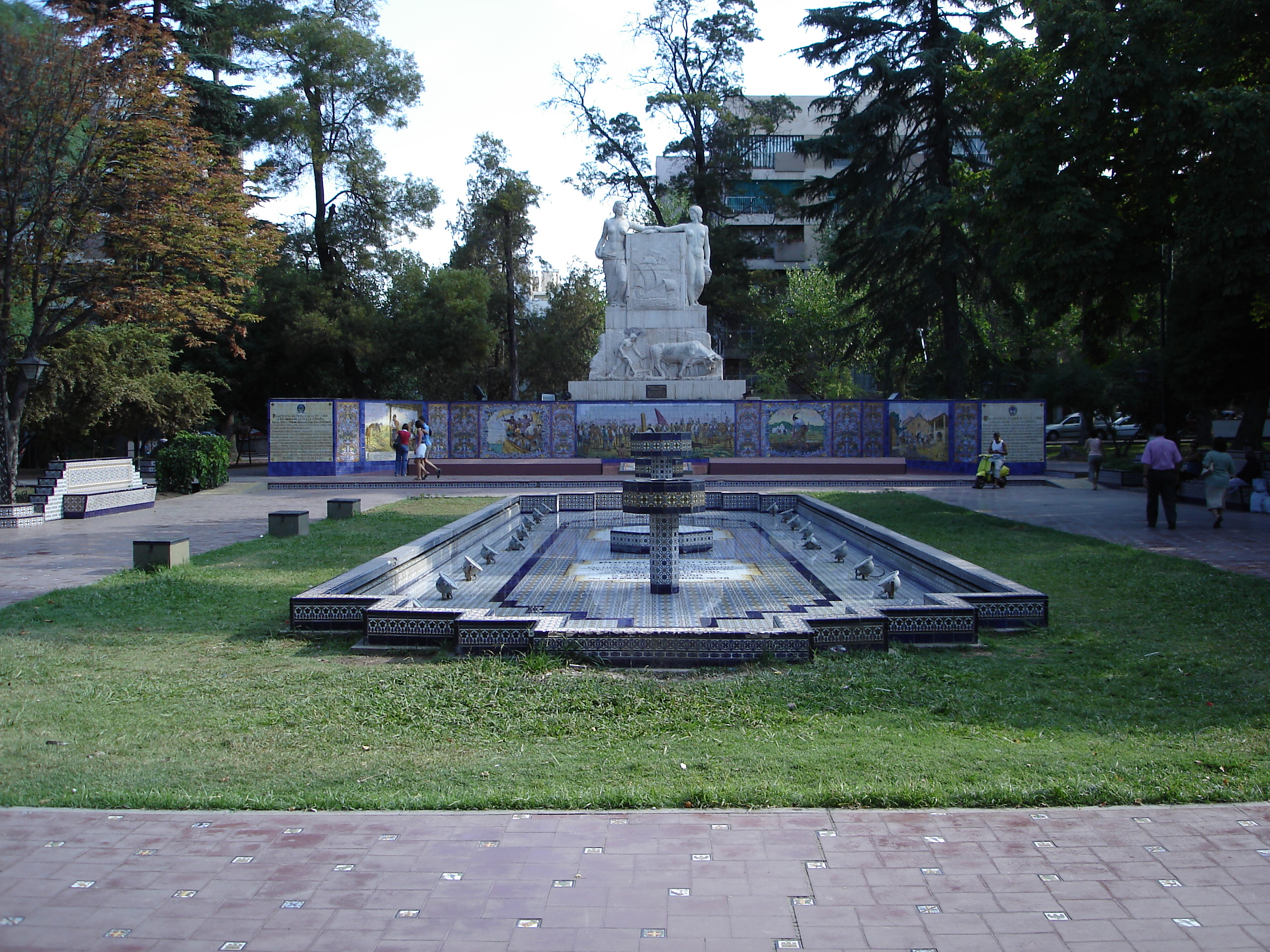
Plaza España.

#### Radios AM/FM
- Latinos (FM 88.3 MHz)
- Radio Laik (FM 88.5 MHz)
- Radio Río Atuel (FM 88.9 MHz)
- Red Aleluya Mendoza (FM 89.9 MHz)
- Radio Murialdo (FM 90.5 MHz/AM 1290 kHz)
- Zero (FM 91.1 MHz)
- Viñas (FM 91.3 MHz)
- Jornada (FM 91.9 MHz)
- Rivadavia Mendoza (FM 92.1 MHz)
- Always (FM 92.7 MHz)
- Montecristo (FM 93.7 MHz)
- Brava (FM 94.9 MHz)
- Metropolitana (FM 95.3 MHz)
- Una (FM 96.1 MHz)
- Universidad (FM 96.5 MHz)
- Radio Nacional Mendoza (FM 97.1 MHz/AM 960 kHz)
- Cadena 3 Mendoza (FM 97.7 MHz)
- Ayer (FM 98.1 MHz)
- Barrancas (FM 98.5 MHz)
- Radio Nihuil (FM 98.9 MHz/AM 680 kHz)
- Oasis (FM 99.1 MHz)
- Imperio (FM 99.5 MHz)
- Mitre Mendoza (FM 100.3 MHz)
- Estación del Sol (FM 100.9 MHz)
- Radio Red (FM 101.5 MHz)
- Andes Latina (FM 102.1 MHz)
- Radio La Coope (FM 102.7 MHz)
- Radio 2 (FM 103.1 MHz)
- Cordillera (FM 103.7 MHz)
- La 100 Mendoza (FM 104.1 MHz)
- Continental Mendoza (FM 104.1 MHz/AM 720 kHz)
- LV Diez (FM 104.1 MHz)
- Rock & Pop Mendoza (FM 104.5 MHz)
- Vorterix Mendoza (FM 104.5 MHz)
- Radio MDZ (FM 105.5 MHz)
- Radio A (FM 105.7 MHz)
- Impacto (FM 106.7 MHz)
- Radio de Cuyo (AM 720 kHz)
- Radio Libertador (AM 780 kHz)

En términos de radiodifusión en Amplitud Modulada (AM) las principales estaciones son:
- LV6 Radio Nihuil AM 680
- LV10 Radio de Cuyo AM 720
- LV8 Radio Libertador AM 780
- LRA6 Radio Nacional Mendoza AM 960
- LRJ212 Radio Murialdo AM 1290.

Cabe destacar que en otras localidades de la provincia existen más estaciones de AM y las que tienen su sede en la ciudad suelen tener repetidoras que les dan alcance en casi todo el territorio provincial. En frecuencia modulada las emisoras más destacadas son:
- FM 88.3 Radio Latinos
- FM 88.5 Radio Laik
- FM 93.7 Montecristo
- FM 94.9 Brava
- FM 96.1 Una
- FM 98.1 FM Ayer
- FM 98.9 Nihuil
- FM 100.3 Radio Mitre Mendoza
- FM 100.9 Estación del Sol
- FM 102.7 Radio La Coope 102.7
- FM 103.1 Radio 2
- FM 104.5 Rock & Pop Mendoza
- FM 105.5 Radio MDZ
- FM 105.7 Radio A
- FM 106.7 Radio Impacto
- Las que responden a la difusión de universidades públicas y privadas (UNCuyo-FM 96.5 y UTN-FM 94.5)
- FM 95.3 Metropolitana
- Repetidoras de estaciones nacionales o con sede en la ciudad de Buenos Aires (Rock and Pop, Del Plata, Radio Mitre, La Red, La Mega).

#### Televisión
En televisión abierta existen varios canales de aire:
- En la señal de Canal 9 se encuentra LV 83 TV Canal 9 Televida, que tiene como principal ingrediente de programación la retransmisión de la señal de Telefe, algunas producciones locales, y su noticiero ―Noticiero 9― con cuatro ediciones según mediciones locales es la más vista por la población mendocina, habiendo obtenido varios premios Martín Fierro.
- En la señal de Canal 7, se sintoniza LV 89 TV Canal 7 Mendoza, que forma su programación con números de producciones locales, pero que también retransmite productos de Canal 13 de Buenos Aires y América TV.
- En la señal de canal 11, se encuentra la señal de LS 82 TV Canal 7 Argentina (señal estatal nacional) que retransmite el canal oficial sin modificaciones.

Respecto a la televisión por cable de pago, la empresa Supercanal (parte del grupo Uno) es el único sistema de televisión por cable en el área (desde 2010 también ofrece servicio digital HD). La otra opción dentro de la televisión de pago es el servicio satelital de DirecTV Argentina e InTV.

#### Diarios
En la ciudad se venden cuatro diarios, pero existen otros de distribución gratuita o solo en versión digital:
- Diario Los Andes, perteneciente actualmente al Grupo Clarín, institución decana del periodismo cuyano (fundado en 1883).
- Diario Uno, disponible desde 1994.
- Diario El Ciudadano, fundado en 2004.
- El Sol Diario, en circulación desde 2000.

Todos cuentan con su respectiva edición digital.
- El diario Mendoza On Line (MDZol) solo aparece en versión digital vía web.
- El diario Jornada es de distribución gratuita.
- El diario "CuyoNoticias" es una mirada informativa mendocina de la región Cuyo.
- El medio Mendoza Opina.

### Festividades
La ciudad de Mendoza es el epicentro de las actividades más importantes de la Fiesta Nacional de la Vendimia, festividad anual en el que se celebra la cosecha de la uva, obtenida para hacer el vino.
La Vía Blanca de las Reinas, realizada el viernes por la noche anterior al Acto Central (epicentro de los festejos vendímiales) y el Carrusel que se efectúa a lo largo de la mañana siguiente, constituyen desfiles de carros alegóricos cada uno comandado por la postulante al trono vendimial de cada departamento mendocino, desfile de carros invitados, agrupaciones gauchas de la provincia, grupos invitados y otros atractivos por las calles céntricas de la ciudad.
El Acto Central, realizado en el Teatro Griego Frank Romero Day, construido sobre las faldas del Cerro de la Gloria, y este a su vez en el Parque Gral. San Martín, es una de las fiestas populares al aire libre más grandes a nivel mundial, y consiste en una obra teatral alegórica con una puesta en escena de miles de artistas (entre escenógrafos, diseñadores, bailarines, actores, músicos, etc.). En las noches siguientes se reproduce el Acto Central, pero se complementa este espectáculo con la presencia de números artísticos de nivel nacional e internacional.
La ciudad alberga también, cada 25 de julio, la fiesta del Santo Patrono Santiago, patrono de la provincia de Mendoza, que incluye misas, procesión, puesto de comidas y otros eventos populares, que se efectúan en la sede parroquial de Santiago Apóstol y San Nicolás, ubicada en el Paseo Sarmiento 150 de la Ciudad, en pleno centro mendocino.

### Deportes
La ciudad alberga al menos a dos clubes de fútbol (Independiente Rivadavia y Gimnasia y Esgrima de Mendoza), aunque solo el primero juega actualmente en la Primera División. Un club de la ciudad vecina de Godoy Cruz, Godoy Cruz Antonio Tomba también está actualmente en la Primera División.
A lo largo de la historia, la ciudad albergó también distintos eventos deportivos, siendo uno de los de mayor importancia la Copa Mundial de Fútbol de 1978, jugándose 6 partidos en esta ciudad, en el estadio Malvinas Argentinas. También, ha sido testigo de partidos de la Selección de rugby de Argentina.

## Música

### Cueca en Mendoza
Su presencia se documenta en la intendencia de Cuyo aproximadamente en 1840 y en la provincia de Buenos Aires en 1850. Ingresó a Argentina desde Chile por Cuyo —primero como «zamacueca» y posteriormente como «cueca chilena»—, donde conservó el nombre de «cueca».
La cueca cuyana es esencialmente cantada, con acompañamiento de guitarra —antiguamente también se usaba el arpa—, y puede llegar a tener una extensión de 40 o 48 compases. Presenta diferencias musicales y coreográficas con la actual «cueca chilena»; musicalmente, posee la bimodalidad de la antigua zamacueca, pero en modo menor.
También existe la «cueca norteña», o «chilena» a secas para los habitantes de las provincias del noroeste argentino y Bolivia, variante que ingresó a la provincia de Jujuy a través de Bolivia directamente desde Perú —en este último país, «hasta [marzo de 18]79 era más generalizado llamarl[a] chilena»; desde entonces, allí ha sido denominada marinera y en el último cuarto del siglo XIX alcanzó las provincias de Salta y Tucumán. Desde 1974 se ha realizado anualmente el Festival Nacional de la Cueca y el Damasco en Santa Rosa.
Entre los subgéneros de esta variante se encuentran:
- Cueca cuyana
- Cueca norteña (llamada «chilena» en el NOA)[31]
- Cueca riojana
- Cuequita
- Cueca malargüina
- Cueca neuquina

Entre las diez más famosas «cuecas cuyanas» se encuentran:
- «Cochero 'e plaza» (Hilario Cuadros)
- «La del Parral» (Hilario Cuadros y Benjamín Miranda)
- «La juguetona» (Buenaventura Luna)
- «La yerba mora» (Hilario Cuadros)
- «Las dos puntas» (Osvaldo Vicente Rocha y Carlos Montbrun Ocampo, [32] 1946)

- «Las tres donosas» (Hilario Cuadros)
- «Los sesenta granaderos» (Hilario Cuadros y Félix Pérez Cardozo)
- «Póngale por las hileras» (Félix Dardo Palorma)
- «¿Por qué será?» (Hernán Videla Flores y Carlos Montbrun Ocampo)
- «Vinito patero» (Coletti y Alberto Rodríguez).

## Salud

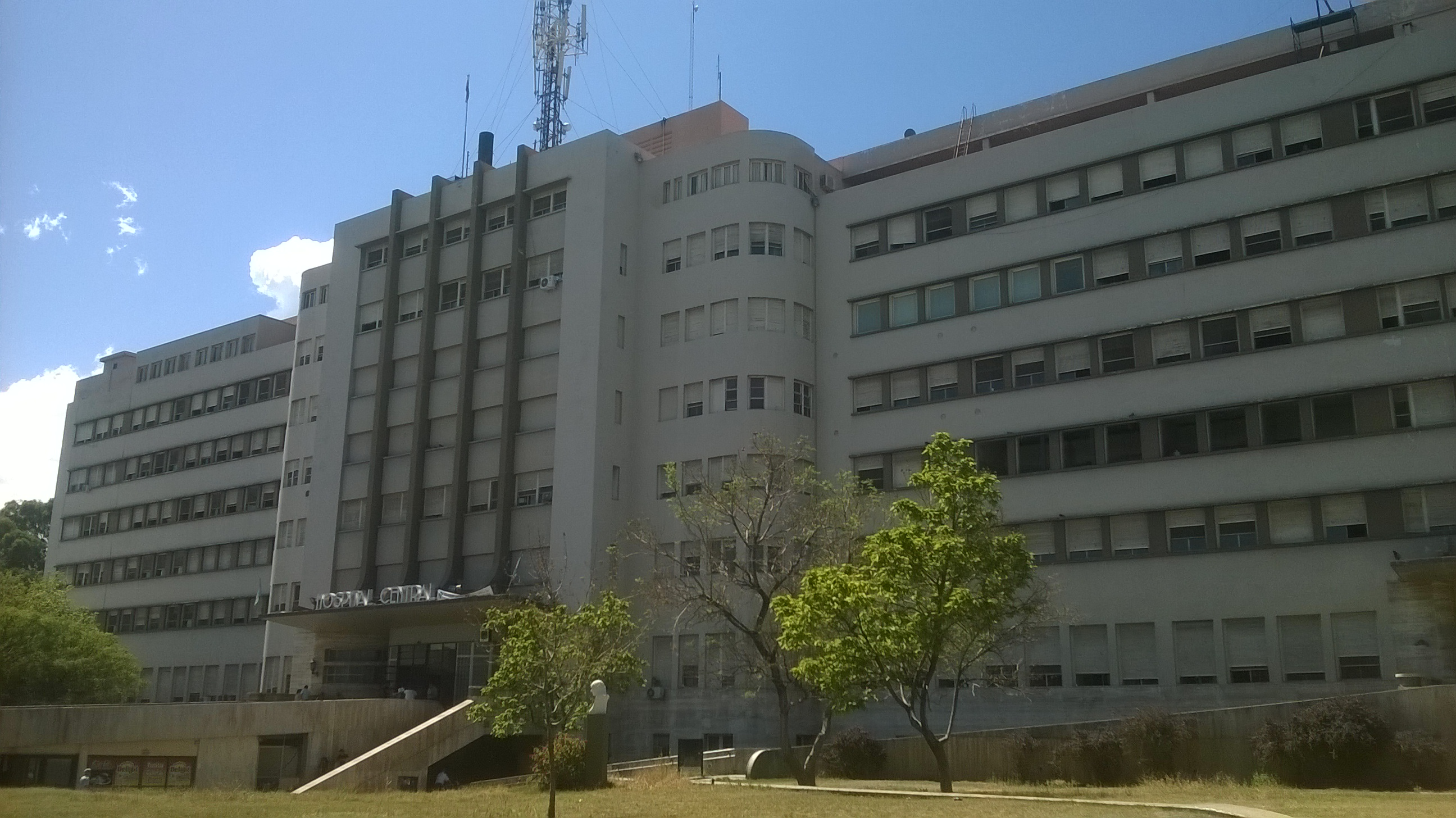
Hospital Central de Mendoza.

La ciudad de Mendoza funciona sanitariamente en conjunto con los demás departamentos del Gran Mendoza, por lo que los hospitales, clínicas y centros de salud se distribuyen a lo largo de todos los municipios que conforman el aglomerado urbano. No obstante el Hospital Central, el principal nosocomio de la provincia y del oeste argentino se encuentra en el territorio municipal. 
Los principales hospitales y clínicas ubicados en el territorio de la ciudad son:
- Hospital Central.
- Hospital Luis Carlos Lagomaggiore.
- Hospital Militar Regional de Mendoza.
- Hospital Privado (ex Clínica Mitre)
- Hospital Universitario (UN Cuyo)
- Clínica de Cuyo (ex Policlínico de Cuyo).
- Clínica Francesa.
- Sociedad Española de Socorros Mutuos.

Por otra parte el municipio de la ciudad posee tres centros de salud y dos CIC:
- Centro de salud N.º 300 Arturo Oñativa
- Centro de salud N.º 367 Barrio Andino
- Centro de salud N.º 302 Padre Llorens
- CIC N.º 1 Isaac Scherbosky
- CIC N.º 2

## Transporte
El servicio público de transporte de pasajeros en el Gran Mendoza consiste de 10 grupos (o líneas) de buses urbanos (que en Argentina también llaman colectivos o micros) a cargo de 6 empresas; había un grupo de trolebús (conocidos como troles); el Metrotranvía; taxis y servicio de remises. 
También dispone de un aeropuerto, y un aeroclub.

### Autobús
Los autobuses son mayormente unidades modernas que reemplazaron a las unidades que prestaban servicio hasta 2005 (algunas estuvieron en servicio hasta 2010/11) durante la anterior concesión de transportes.
Cabe destacar que el Gobierno provincial aplicará una nueva red de transporte en 2019 que modificará sustancialmente los recorridos de colectivos y la reasignación de líneas, entre otras modificaciones.

#### Empresas concesionarias
- Empresa «Automotores Los Andes S.A.»
- Empresa «El Cacique S.A.»
- Empresa «El Trapiche S.A.»
- Empresa «Presidente Alvear S.A.»
- «Sociedad de Transporte de Mendoza» o «STM»
- Empresa «Transporte de Pasajeros General Roca S.R.L.»
- Empresa «Transportes El Plumerillo S.A.»
- Empresa «Empresa Maipú»
- Empresa Dicetours S.R.L.

#### Líneas

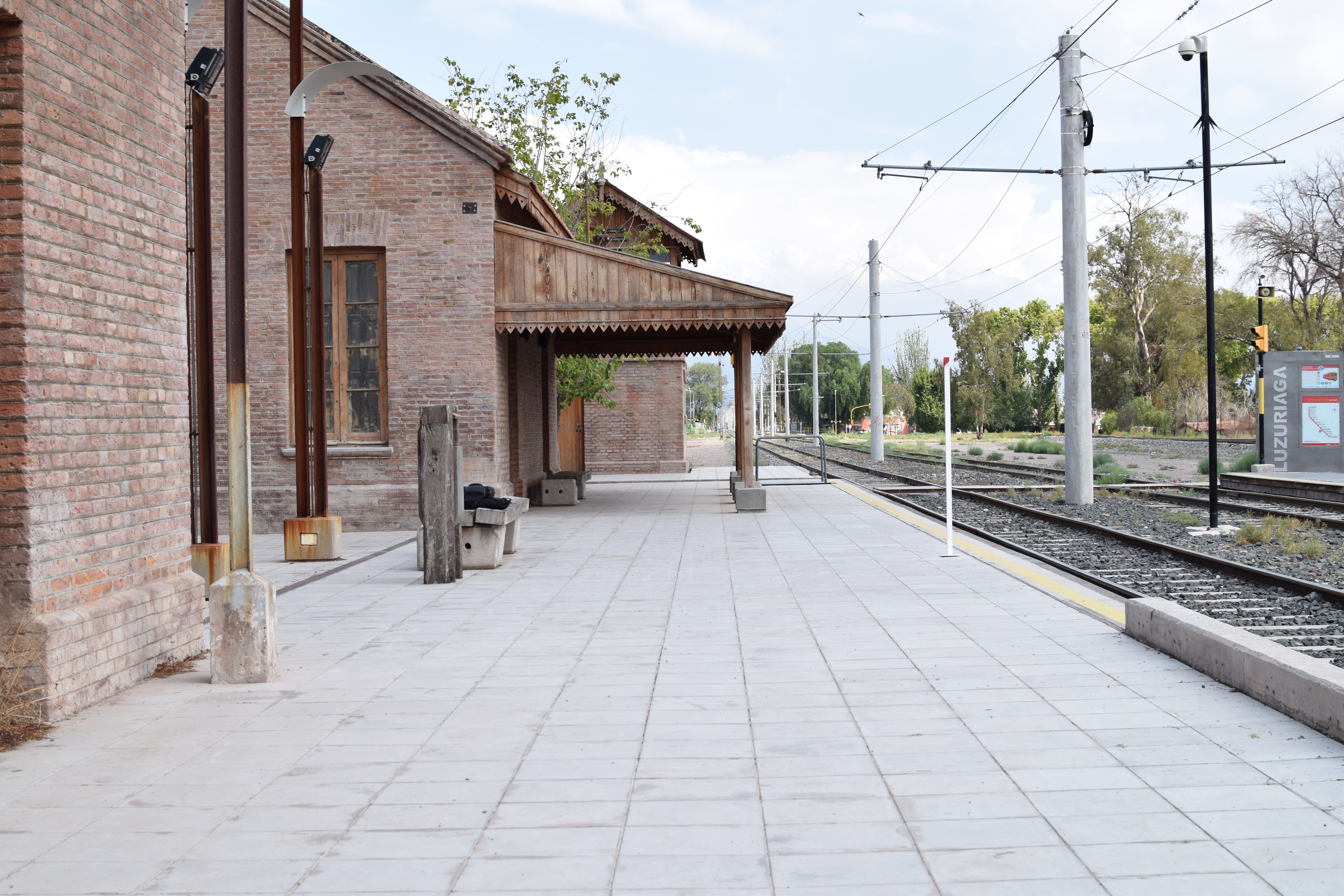
Parador Luzuriaga, vista general

- Grupo 100: Empresa STM (Sociedad de transporte Mendoza)
  - Líneas 100 MTM - MTM MAIPÚ - LAS HERAS
  - Líneas 101 MTM - MTM LAS HERAS - MAIPÚ
  - Líneas 110 - TRONCAL NORTE - SUR
  - Líneas 120 - GUAYMALLEN - CENTRO - UNCUYO
  - Líneas 121 - GUAYMALLEN – CENTRO S/UNCUYO
  - Líneas 125 - Bº SOBERANIA – ETOM
  - Líneas 130 - PARQUE
  - Líneas 140 - 5.º SECCIÓN – CENTRO
- Grupo 200: «Empresa Maipú S.R.L.»
  - Líneas 200 - P. NUEVO - R.DE LA CRUZ - CENTRO - B° LA FAVORITA
  - Líneas 201 - P. NUEVO - R.DE LA CRUZ - CENTRO - B° LA FAVORITA AP. B° ESCORIHUELA
  - Líneas 202 - RODEO DE LA CRUZ – Bº SANTA ANA – MUNICIPALIDAD DE GUAYMALLÉN - CENTRO
  - Líneas 203 - RODEO DE LA CRUZ – B° MUNICIPAL – B° SUYAI – CENTRO
  - Líneas 204 - Bº MUNICIPAL-RUGBY CLUB Bº PARAGUAY-Bº ESCORIHUELA –CENTRO
  - Líneas 205 - LOCAL – B° LA FAVORITA X HOSPITAL CENTRAL
  - Líneas 206 - LOCAL – B° LA FAVORITA X HOSPITAL CENTRAL APERTURA PADRE CLARET
  - Líneas 207 - Bº LA FAVORITA – Bº OLIVARES – CLUBES
  - Líneas 221 - EXPRESO: LAS VIOLETAS - CORRALITOS - PONCE AP. B° AVENIDA SUR POR ACCESO ESTE
  - Líneas 230 - EXPRESO: CORRALITOS - ARENALES - CENTRO POR ACCESO ESTE
  - Líneas 232 - CORRALITOS - RODEO DE LA CRUZ - MUNICIP GLLÉN POR LOTEO GRILLI
  - Líneas 233 - CORRALITOS POR CARRIL NACIONAL
  - Líneas 234 - CORRALITOS POR CARRIL GODOY CRUZ
  - Líneas 235 - COLONIA SEGOVIA
  - Líneas 240 - LA PRIMAVERA - RODEO DE LA CRUZ - MUNICIPALIDAD DE GUAYMALLÉN
  - Líneas 241 - LA PRIMAVERA - PARQUE DE DESCANSO - R. PEÑA
  - Líneas 250 - R. DE LA CRUZ - CORRALITOS - LA PRIMAVERA - COLONIA BOMBAL - F. LUIS BELTRÁN
  - Líneas 251 - R. DE LA CRUZ -F. LUIS BELTRÁN - COLONIA BOMBAL - LA PRIMAVERA – CORRALITOS
  - Líneas 252 - COLONIA BOMBAL – RODEO DE LA CRUZ – CENTRO
  - Líneas 260 - PEDREGAL - R. DE LA CRUZ
  - Líneas 261 - COLONIA BOMBAL – PEDREGAL
  - Líneas 270 - FRAY LUIS BELTRÁN – RODEO DEL MEDIO – RODEO DE LA CRUZ H
  - Líneas 271 - FRAY LUIS BELTRÁN – RODEO DEL MEDIO – RODEO DE LA CRUZ AH
- Grupo 300: Empresas «El Cacique»
  - Líneas 300 - CHALLAO - Bº SANIDAD - CENTRO POR MARISTA
  - Líneas 301 - CHALLAO - Bº SANIDAD - CENTRO
  - Líneas 302 - CHALLAO – B° SANIDAD – B° RUCA-LEN -UNC
  - Líneas 303 - CHALLAO – B° SANIDAD – CENTRO POR B° RUCA-LEN
  - Líneas 305 - Bº INFANTA - Bº SAN MARTIN - CENTRO
  - Líneas 309 - B° MUNICIPAL – B° VANDOR APERTURA B° SOL Y SIERRA
  - Líneas 310 - Bº MUNICIPAL - CENTRO - Bº VANDOR
  - Líneas 311 - Bº MUNICIPAL - Bº INFANTA - Bº SAN MARTÍN - HTAL. NOTTI POR 4.º SECCIÓN
  - Líneas 312 - Bº MUNICIPAL - HOSPITAL LAGOMAGGIORE - UNCUYO POR Bº PELUQUEROS
  - Líneas 313 - B MUNICIPAL - CENTRO
  - Líneas 314 - Bº MUNICIPAL – HOSPITAL LAGOMAGGIORE - UNCUYO POR Bº PELUQUEROS - DAD
  - Líneas 315 - Bº SANTA ROSA - FINCA GONZÁLEZ – Bº CEMENTISTA - CENTRO X SAN JUAN
  - Líneas 316 - Bº MUNICIPAL - HTAL.CENTRAL POR ALMIRANTE BROWN
  - Líneas 317 - Bº MUNICIPAL- Bº PELUQUEROS - HOSPITAL LAGOMAGGIORE - UNC - DAD
  - Líneas 320 - RAWSON - STA.ROSA -UTN
  - Líneas 330 - RAWSON - CENTRO - Bº LA ESTANZUELA POR PASO DE LOS ANDES
  - Líneas 331 - RAWSON - CENTRO - Bº LA ESTANZUELA- AP Bº RUISEÑOR - POR P. DE LOS ANDES
  - Líneas 350 - Bº VIAJANTES - CENTRO - Bº CEMENTISTA - Bº INFANTA
  - Líneas 351 - Bº VIAJANTES - Bº CEMENTISTA - Bº INFANTA MEDIA VUELTA
  - Líneas 352 - HOSPITAL NOTTI - CENTRO - Bº SAN MARTÍN
  - Líneas 353 - Bº INFANTA – CENTRO – DORREGO
  - Líneas 370 - B° PROCREAR - B° AYE - PLAZA GODOY CRUZ POR CALLE INDEPENDENCIA
  - Líneas 371 - Bº LA GLORIA - ACC. SUR – CENTRO
  - Líneas 372 - Bº LA GLORIA –PLAZA G.CRUZ – HOSP.CENTRAL –CASA DE GOBIERNO
  - Líneas 373 - LA GLORIA – NOTTI
  - Líneas 390 - ESCOLAR DIEGO PAROISSIEN
  - Líneas 391 - ESCOLAR CHAMPAGNAT
- Grupo 4: Empresas «El Trapiche S.R.L.», «Autotransportes Los Andes S.A.»
  - Líneas 41 (A,B), 42, 43, 44, 45 (A,B,C), 46
  - Líneas 81 (A,B), 82 (A,B), 83 (A,B), 84 (A,B), 86 (A,B), 87 (A,B,C,E), 88
- Grupo 5: Empresa «Transporte de Pasajeros General Roca S.R.L.»
  - Líneas 51 (A,B,C), 52 (A,B,C,D,E,F,G), 53 (A,B,C,D,E,F), 54 (A,B,C,D,E), 55 (A,B,C,D,E,F), 56 (A,B)
  - Líneas 71 (A,B), 72 (A,B,C,D), "73-74" (A,B), 74 (A,B), 75, 76 (A,B)
- Grupo 6: Empresa «Transportes El Plumerillo S.A.»
  - Líneas 61 (A,B), 62 (A,B,C,D,E,F), 63 (A,B,C,D,E,F,G,H), 64, 65 (A,B), 66 (A,B), 67 (A,B), 68 (A,B,C,D), 69
  - Líneas 131 (A,B,C,D,E,F,G,H), 132, 133 (A,B,C,D,E,F,G,H,I,J,K)
- Grupo 7: Empresa «El Cacique S.A.»
  - Líneas 91 (A,B,C,D,E,F), 92 (A,B,C,D,E), 93 (A,B), 94 (A,B,C), 95
  - Líneas 121, 122, 123, 124 (A,B), 125 (A,B),
- Grupo 8: Empresa «El Cacique S.A.»
  - Líneas 101 (A,B), 102 (A,B), 103 (A,B), 104 (A,B),
- Grupo 9: Empresa «El Cacique S.A.»
  - Líneas 151 (A,B), 152
  - Líneas 161 (A,B), 162 (A,B,C,D,E,F), 163 (A,B), 165, 166 (B,C,D[164])
- Grupo 10: «Empresa Maipú S.R.L.»
  - Línea 153
  - Líneas 171, 172, 173, 174, 175.
  - Líneas 180, 181, 182, 183, 184, 185.
  - Servicios diferenciales

#### Sistema de pago
Todo el sistema de autobús del Gran Mendoza cuenta con un sistema de pago de boleto unificado desde 1995. El primer sistema consistía de tarjetas magnéticas de cartón no recargables denominadas MendoBus (de origen belga, y administrado por las empresas transportistas en conjunto) para realizar el pago «a bordo».
Luego de un período de convivencia, a partir de 1 de enero de 2007, quedó en vigencia el nuevo sistema de tarifa única electrónico, denominado «RedBus»: por medio de tarjetas plásticas recargables de tipo comunicación de campo cercano (NFC). La primera vez, se compra la tarjeta que no requiere de datos personales, no posee saldo precargado, y que está disponible en determinados puntos de venta y recarga. Una vez cargada la tarjeta con un monto en dinero libre, puede ser utilizada en el transporte público.
Si bien esta modalidad ha facilitado el pago del boleto a los usuarios (debido a la habitual escasez de dinero amonedado), su principal inconveniente en la actualidad es la relativa escasez de puntos de recarga fuera del centro de la ciudad.
El sistema además contempla precios preferenciales (descuento) a los usuarios por medio del pre-pago de una cantidad predeterminada de pasajes, conocida localmente como abono, disponible para aquellos pasajeros frecuentes y para estudiantes (tanto de nivel primario, secundario y universitario).
En enero de 2013 comenzó a funcionar el sistema de trasbordo para todos los servicios de transporte público, siendo la única provincia en la Argentina en tener ese servicio. Cuando se abordan 2 colectivos (troles o metrotranvía) en un lapso de 90 minutos, solo se paga un solo boleto, con el valor correspondiente al trayecto más largo.
Actualmente el sistema RedBus fue reemplazado por el nacional Sistema Único de Boleto Electrónico (SUBE) que permite a los usuarios mendocinos acceder a los beneficios que perciben los habitantes de otras ciudades del país, como la Tarifa Social.

#### Tranvía de compras
La Ciudad ofrece un servicio denominado «Tranvía Urbano de Compras», tiene un recorrido fijo y de tipo circular alrededor de cuatro avenidas principales de la Ciudad (Avenida San Martín, Avenida Colón, Avenida Belgrano y Avenida Las Heras) que rodean el microcentro. Por medio de tres «colectivos» diseñados específicamente de modo que tanto en su diseño interior como exterior se asemejen a los tranvías que circularon por la capital mendocina hasta fines de los años 1950. Las unidades fueron creadas por el reconocido diseñador de carrocerías José Arturo Rivas. Poseen chasis Mercedes-Benz OF 1417, y carrozadas -a cargo de la Municipalidad de Mendoza- en Talleres Costanzo para la empresa TRANSER (quien es la operadora del servicio).

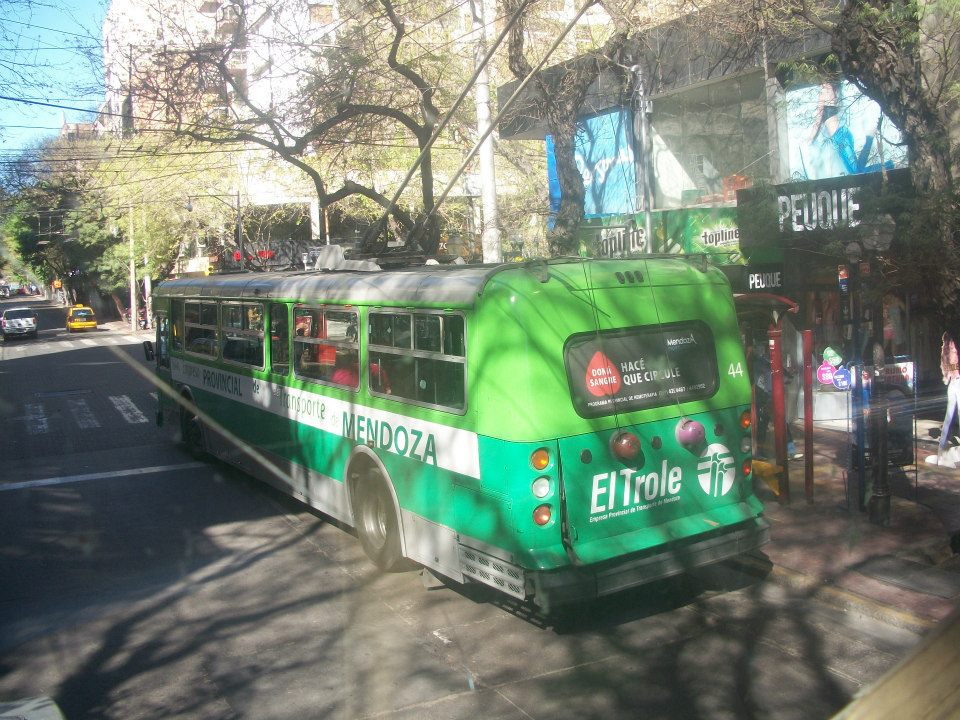
Trolebús.

Este servicio se presta entre las 8:00 y 22:00, con conductores bilingües para facilitar la comunicación con los turistas extranjeros, y cuyo recorrido completo es aproximadamente de 25 minutos con una frecuencia de 10 minutos.

### Trolebuses de Mendoza
El servicio de trolebuses, que durante muchos años caracterizó a la Ciudad de Mendoza, fue prestado por una empresa estatal Empresa Provincial de Transporte de Mendoza también conocida como EPTM, por medio de unidades alemanas de finales de los años 1970, que reemplazaron parcialmente a los trolebuses rusos Uritzky adquiridos en 1984 y a los antiguos coches japoneses Toshiba de finales de los años 1950.
Durante diciembre de 2008 comenzaron a llegar a la ciudad una flota de 80 trolebuses usados y una gran variedad de repuestos provenientes de la ciudad de Vancouver, Canadá para permitir la mejora del servicio de la EPTM y la extensión de nuevas líneas. De ese modo, la red creció en los siguientes años con la habilitación de ramales que unen Godoy Cruz con Las Heras, y la estación terminal de ómnibus de Mendoza con la Universidad Nacional de Cuyo.
Actualmente, la antigua Empresa Provincial de Transporte de Mendoza, fue convertida en una sociedad anónima con participación mayoritaria estatal, llamada Sociedad de Transporte de Mendoza. Asimismo, por las recurrentes fallas en las unidades de trolebuses y dificultades para su mantenimiento y reparación, los mismos fueron quitados de servicio, y reemplazados por buses, pese a lo cual se mantienen en la ciudad los cableados que permitirían que los trolebuses vuelvan a circular en el futuro.

### Metrotranvía de Mendoza
El metrotranvía es un sistema de tren liviano (LRT por sus siglas en inglés) utilizado en la red de transporte público del Gran Mendoza, que presta servicio con unidades tranviarias por la antigua traza del antiguo Ferrocarril General San Martín existente, con origen en la Estación Mendoza, ubicada en la Avenida Las Heras y Belgrano de la Ciudad, y destino en la localidad maipucina de General Gutiérrez. Recientemente se ha inaugurado la segunda etapa desde estación Mendoza hacía Las Heras
Las obras comenzaron en marzo de 2009 y fueron inauguradas a principios de 2012, pero el servicio con carácter definitivo y cobrando pasaje desde el 8 de octubre de 2012. A septiembre de 2013 se encontraba funcionando plenamente la primera etapa de este sistema. La segunda etapa del metrotranvía se puso en funcionamiento el 5 de mayo de 2019 y actualmente se encuentra operativo. Esta nueva etapa agrega poco más de 5 kilómetros a los 12.5 preexistentes, dando un total de cerca de 17.5 km de recorrido desde la estación Gutiérrez (Maipú) hasta el parador Avellaneda (último del recorrido hacia Las Heras). En un futuro cercano se espera la conexión con el aeropuerto de Mendoza para lo cual quedan 2.5 km de recorrido aprox. para llegar a la terminal aeroportuaria. Con esta nueva etapa se puede atravesar buena parte de la mancha urbana de Mendoza, pasando por los departamentos de Las Heras, Ciudad Capital, Godoy Cruz y Maipú. Funciona como un recorrido troncal del sistema de transporte de la ciudad de Mendoza llamado MENDOTRAN Archivado el 9 de mayo de 2019 en Wayback Machine.. Además están pendientes la realización de las correspondientes licitaciones para la construcción de nuevas etapas, que ampliarán el servicio respectivamente hacia la ciudad de Maipú, y a la ciudad de Luján de Cuyo.
El costo del pasaje es el mismo que el de los colectivos y trolebuses del servicio local, y también se encuentra integrado al sistema de trasbordos de transporte público del Gran Mendoza.

### Bus turístico de Mendoza

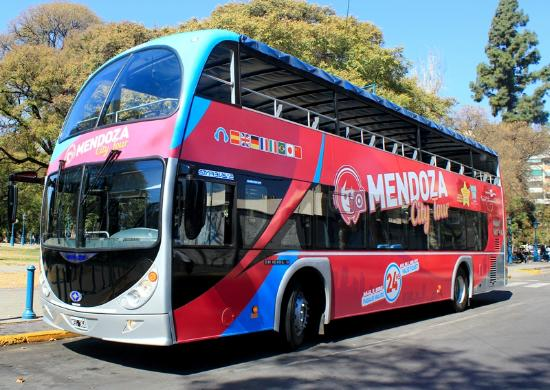
Una de las tres unidades operativas actualmente del Mendoza City Tour.

El bus turístico, comúnmente llamado Mendoza City Tour, es de la municipalidad de Mendoza, opera en la ciudad desde mediados de 2013. El bus  es mayormente usado por turistas y visitantes de la ciudad, y es usado para recorrer la ciudad con medidas turísticas. El recorrido del bus consiste en visitar los puntos más importantes de la capital mendocina. Pasa con una frecuencia de 60 minutos, y el servicio se presta con la modalidad «Hop-On, Hop-Off» que permite bajar y volver a subir al ómnibus en cualquier parada durante el día de emisión del pasaje.

### Ferrocarril a cremallera
Las ciudades de Mendoza y Los Andes son parte importante del llamado Corredor Bioceánico. Desde 1910, partía de la ya citada Santa Rosa de Los Andes, con dirección a Mendoza, el Ferrocarril Trasandino, obra de los chilenos Juan y Mateo Clark, que transportaba pasajeros y carga desde el 5 de abril de 1910, fecha de su inauguración.
Desde fines de los años 1970 dejó de transportar pasajeros, y finalizó completamente sus operaciones a comienzos de los años 1980. En 2006 se realizaron acuerdos entre Chile y Argentina para reactivar este histórico ferrocarril, pero a principios de 2008 las cancillerías de ambos países cancelaron el ambicioso proyecto por considerarlo anti-económico, especialmente en el sector chileno, donde debía reconstruirse incluso hasta la traza de la vía férrea. El sistema de vías, fuera de servicio, funcionaba con un sistema de ferrocarril de cremallera. A mayo de 2009 se estudió un nuevo proyecto para el mencionado ferrocarril, que no partiría de la ciudad, sino desde la localidad cercana de Cacheuta, ubicada a unos 30 km del centro urbano, pero también fue descartado.

### Autobuses de larga distancia
Mendoza, al igual que la mayoría de las capitales de relevancia en Argentina cuenta con un sistema de buses de larga distancia muy desarrollado. Estos servicios se concentran en la Terminal de ómnibus de Mendoza, también conocida como «Terminal del Sol». Los distintos destinos de los buses pueden ya sea incluir, la provincia de Mendoza, otras provincias, e inclusive algunos cuentan con destinos internacionales como Perú, Chile, Uruguay y hasta Brasil.
Algunas de las empresas de mayor importancia son:
- Andesmar
- La Unión S.R.L.
- Cata Internacional
- Chevallier
- El Rápido Internacional
- Plusmar
- Tur Bus
- Central Argentino

### Vía aérea
El acceso aéreo se efectúa desde el Aeropuerto Internacional Gobernador Francisco Gabrielli, conocido comúnmente como «El Plumerillo», situado en las afueras de la ciudad, en jurisdicción del departamento Las Heras. Cuenta con una pista de hormigón, y cuya estación tiene 1,06 hectáreas.

## Ciudades hermanadas
- Nashville, Tennessee, Estados Unidos
- Miami, Florida, Estados Unidos
- Ramat Gan, Israel
- Medellín, Colombia
- Tacna, Perú
- São Paulo, Brasil
- Sertãozinho, Brasil
- Albox, España
- Zaraza, Venezuela
- Dakar, Senegal
- Colonia del Sacramento, Uruguay
- Uriondo, Bolivia
- Tarija, Bolivia
- Bari, Italia